# 카메라폰

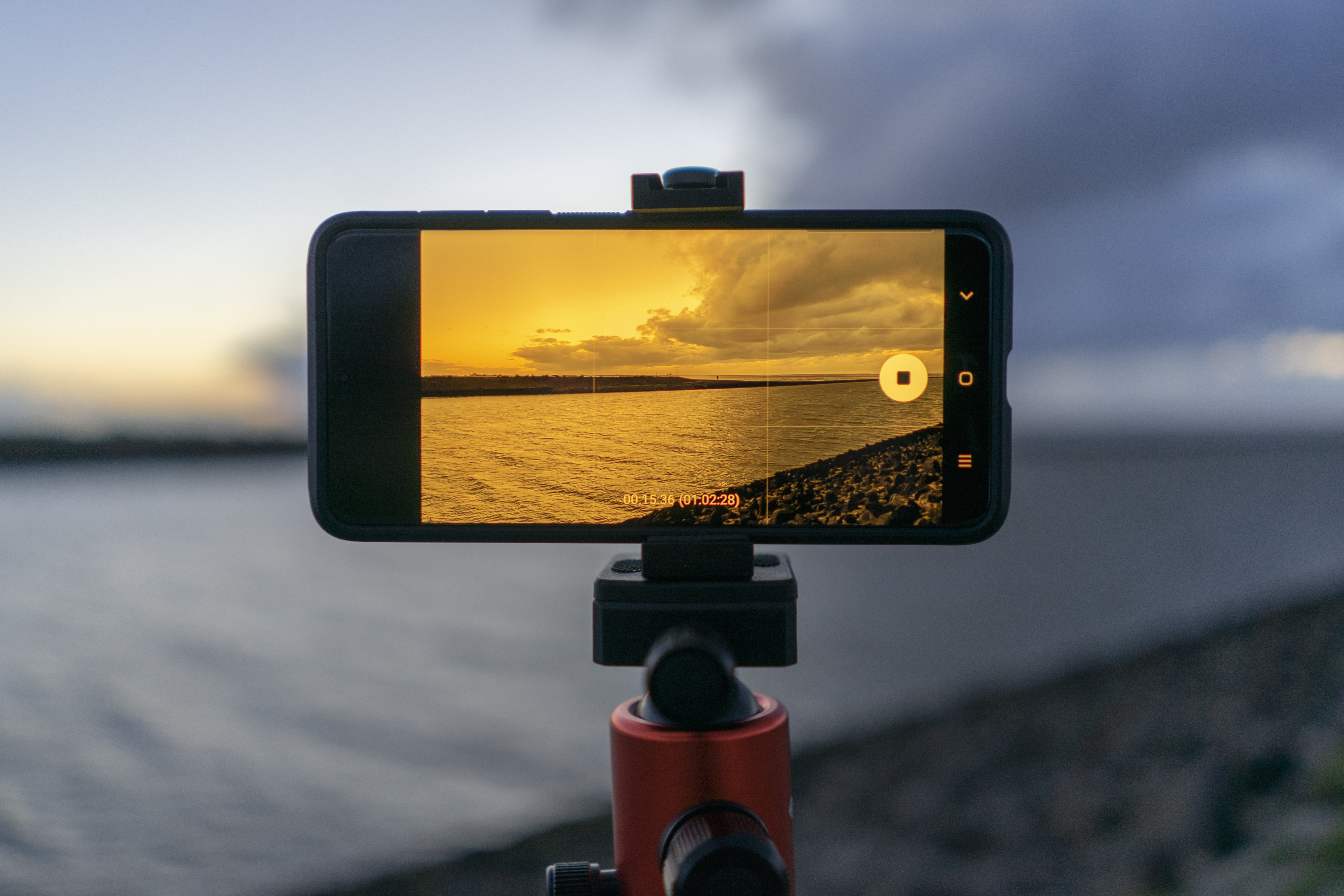
삼각대에 고정된 카메라폰

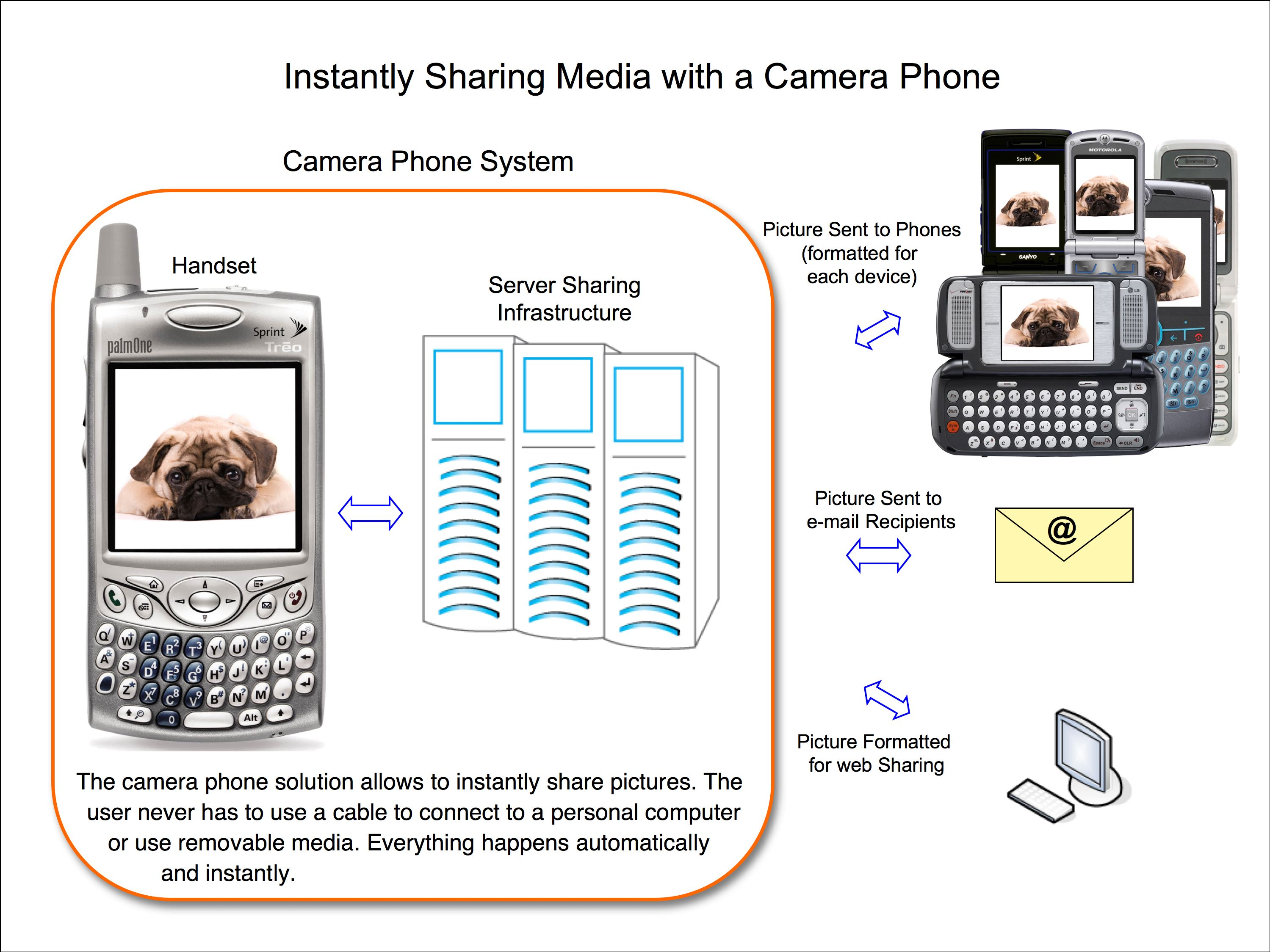
카메라폰은 즉각적이고 자동적인 사진 공유를 가능하게 한다. 사진을 전송하기 위해 데스크톱이나 노트북에 연결할 케이블이나 이동식 카드가 필요하지 않지만, 선택적으로 사용할 수 있다.

카메라폰(camera phone, 사진기 전화)은 하나 이상의 내장 디지털 카메라를 사용하여 사진을 캡처하고 종종 비디오를 녹화할 수 있는 휴대 전화이다. 또한 결과 이미지를 무선으로 편리하게 전송할 수 있다. 컬러 카메라가 장착된 최초의 상용 전화기는 1999년 5월 일본에서 출시된 교세라 비주얼 폰 VP-210이다. 휴대폰에 장착된 카메라는 과거에는 보조적인 기능이었지만, 2010년대부터는 휴대폰의 주요 판매 요소가 되었다.
대부분의 카메라폰은 별도의 디지털 카메라보다 작고 간단하다. 스마트폰 시대에 카메라폰의 꾸준한 판매 증가로 인해 컴팩트 카메라 판매는 2010년경 정점에 달했다가 이후 감소했다. 스마트폰 카메라 기술의 동시 발전과 기타 다기능적인 이점은 점차적으로 컴팩트 카메라를 대체하게 만들었다.
대부분의 최신 스마트폰은 카메라 애플리케이션 프로그램을 시작하는 메뉴 선택과 셔터를 활성화하는 온스크린 버튼만 있다. 일부는 빠른 사용과 편의성을 위해 별도의 카메라 버튼도 있다. 2009년 삼성 옴니아 II 또는 S8000 제트와 같이 일부는 전용 디지털 카메라와 같이 2단계 셔터 버튼을 가지고 있다. 일부 카메라폰은 외관, 기능 및 화질 면에서 별도의 보급형 디지털 컴팩트 카메라와 유사하도록 설계되었으며, 모바일폰과 카메라 모두로 브랜드화되었다. 2013년 삼성 갤럭시 S4 줌이 그 예이다.
카메라폰의 주요 장점은 비용과 컴팩트함이다. 실제로 휴대폰을 항상 휴대하는 사용자에게는 추가되는 기능이 미미하다. 카메라폰인 스마트폰은 지오태깅 및 이미지 스티칭과 같은 기능을 추가하기 위해 모바일 앱을 실행할 수 있다. 또한, 최신 스마트폰은 터치 스크린을 사용하여 카메라가 시야 내의 특정 개체에 초점을 맞추도록 지시할 수 있어, 경험이 없는 사용자도 수동 초점을 사용하는 숙련된 사진가만이 가질 수 있는 수준의 초점 제어를 가능하게 한다. 그러나 범용 제어 장치인 터치 스크린은 별도의 카메라에 있는 전용 버튼 및 다이얼의 민첩성이 부족하다.
2010년대 중반부터 일부 고급 카메라폰에는 광학 손떨림 보정(OIS), 더 큰 센서, 밝은 렌즈, 4K 비디오, 심지어 광학 줌 기능이 탑재되었으며, 이 중 일부는 물리적인 줌 렌즈를 사용했다. 다중 렌즈와 다중 촬영 야간 모드도 익숙하다. 2010년대 후반부터는 고사양 스마트폰에 기기의 제한된 물리적 공간을 최대한 활용하기 위해 다양한 기능을 가진 여러 렌즈가 탑재되는 것이 일반적이다. 일반적인 렌즈 기능으로는 초광각 센서, 망원 센서, 매크로 센서 및 심도 센서가 있다. 일부 휴대폰 카메라는 렌즈 제조업체, 메가픽셀 수, 또는 자동 초점이나 줌 기능과 같은 특징을 강조하는 라벨을 가지고 있는데, 여기에는 삼성 옴니아 II 또는 S8000 제트(2009년), 갤럭시 S II(2011년), S20(2020년), 소니 엑스페리아 Z1(2013년) 및 일부 후속 모델, 노키아 루미아 1020(2013년)이 포함된다.

## 기술
휴대폰 카메라는 일반적으로 CCD 방식 카메라에 비해 전력 소비가 크게 감소했기 때문에 액티브 픽셀 이미지 센서(CMOS 센서)를 사용한다. 일부는 이면조사형 CMOS 센서를 사용하는데, 이는 CMOS 및 CCD보다 더 비싸지만 에너지를 훨씬 덜 사용한다.
일반적인 고정 초점 렌즈와 더 작은 센서는 저조도 환경에서의 성능을 제한한다. 물리적인 셔터가 없기 때문에 일부는 셔터 랙이 길다. 일반적인 내부 LED 광원으로부터의 플래시 발광은 플래시 스트로브보다 훨씬 긴 노출 시간 동안 덜 강렬하게 비추며, 외부 플래시를 부착하기 위한 핫 슈는 없다. 광학 줌과 삼각대 나사는 드물며, 일부는 USB 연결이나 착탈식 메모리 카드도 없다. 대부분 블루투스와 와이파이를 가지고 있으며 지오태그 사진을 만들 수 있다. 더 비싼 카메라폰 중 일부는 이러한 기술적 단점이 거의 없지만, 더 큰 이미지 센서(파나소닉 루믹스 DMC-CM1과 같이 일부는 최대 1인치)를 가지고 있어 보급형 컴팩트 카메라의 기능에 근접한다. 삼성 갤럭시 S4 줌과 K 줌과 같은 몇몇 하이브리드 카메라폰은 실제 광학 줌 렌즈를 장착했다.

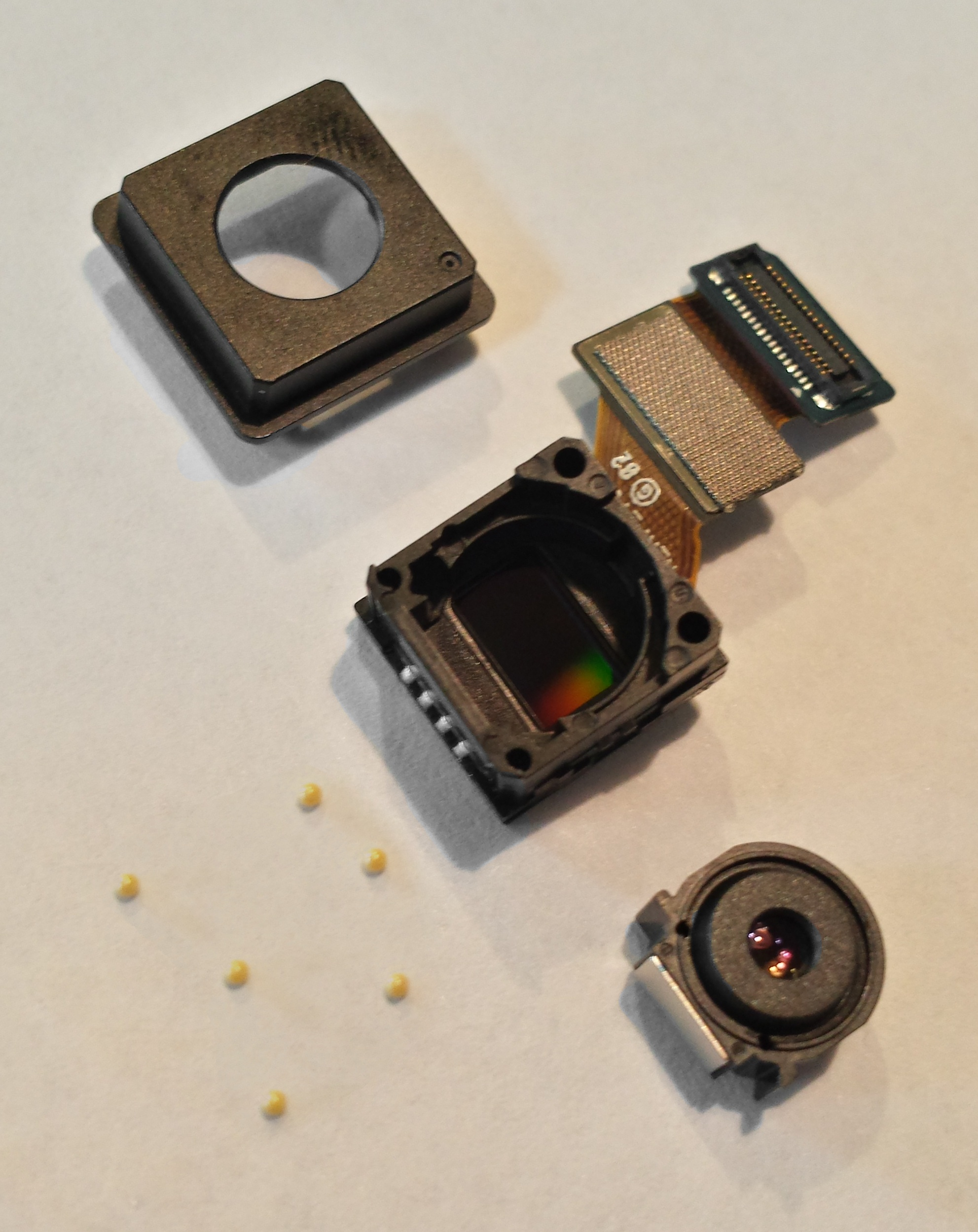
삼성 갤럭시 S5 카메라 모듈, 세라믹 베어링과 작은 자석으로 고정된 플로팅 요소 그룹

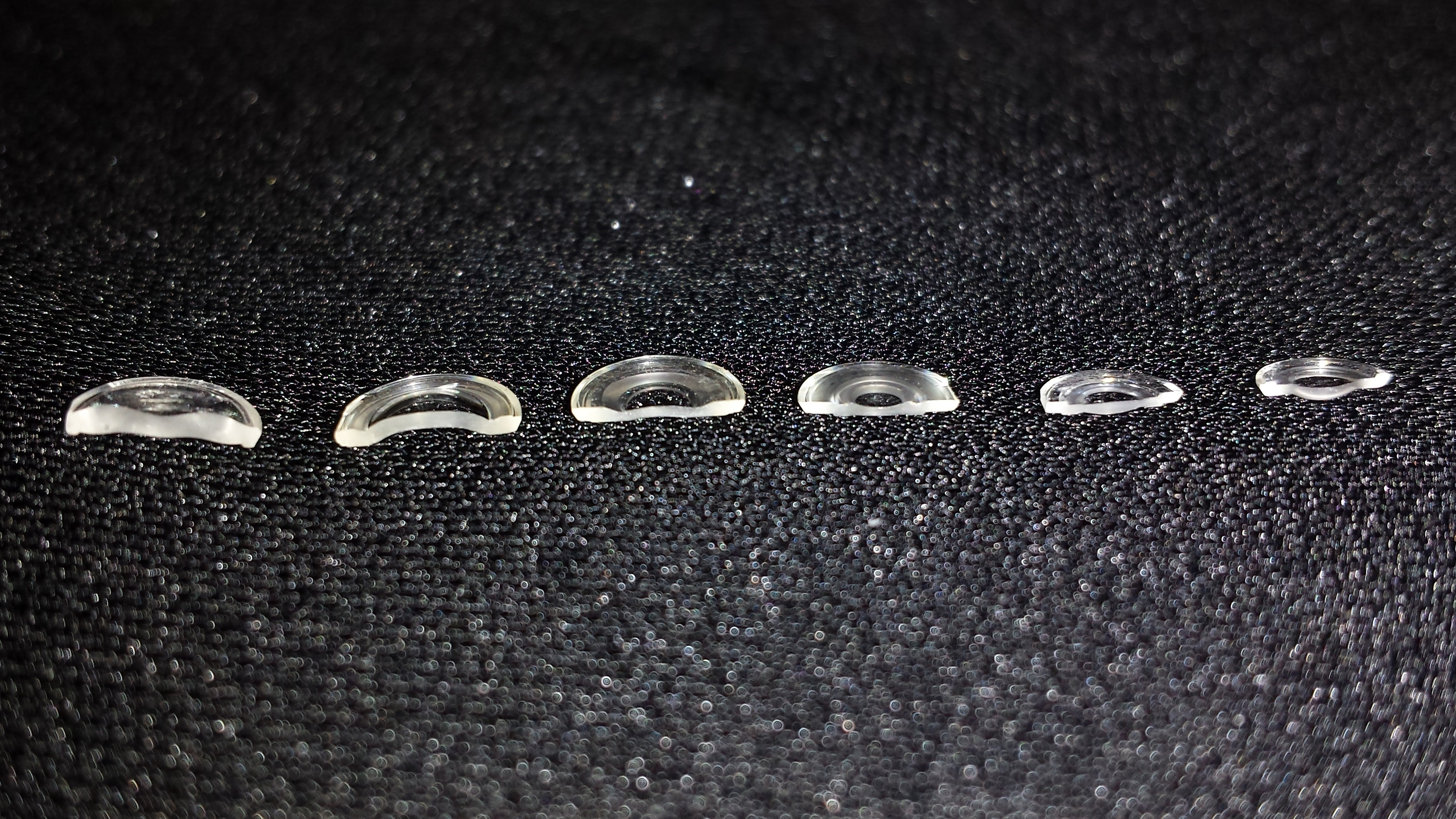
삼성 갤럭시 S5에 사용된 6개의 성형 렌즈 요소 이미지

카메라폰 기술이 발전함에 따라 렌즈 설계는 단순한 더블 가우스 렌즈 또는 쿡 삼중 렌즈에서 다양한 분산 및 굴절률로 만들어진 여러 개의 몰드 플라스틱 비구면 렌즈 요소로 진화했다. 일부 휴대폰 카메라는 JPEG 형식으로 압축되기 전에 상의 일그러짐, 비네팅, 다양한 광학 수차 보정을 이미지에 적용하기도 한다.
광학 손떨림 보정은 흔들림에도 불구하고 더 긴 노출을 흐림 없이 허용한다. 후면 카메라에 이를 탑재한 최초의 스마트폰은 2012년 후반 노키아 루미아 920이며, 전면 카메라에 이를 탑재한 최초의 스마트폰은 2016년 초 HTC 10이다.
2014년 LG G3를 시작으로 일부 스마트폰에는 적외선 레이저 빔 보조 자동 초점 기능이 있는 ToF 카메라가 장착되었다. 열상 카메라는 2016년 캐터필러 S60에 처음으로 구현되었다.
하이다이내믹레인지 이미징은 여러 노출 값의 이미지를 병합하여 이미지 전반에 걸쳐 균형 잡힌 밝기를 제공하며, 2010년대 초반 삼성 갤럭시 S III 및 아이폰 5와 같은 스마트폰에 처음 구현되었다. 고다이내믹레인지 촬영 기능을 갖춘 최초의 스마트폰은 2013년 소니 엑스페리아 Z로, 픽셀 두 줄마다 노출을 변경하여 공간적으로 변화하는 노출(SVE)을 생성하도록 프레임이 배열되었다.
2019년 현재 고성능 카메라폰은 최대 4K 해상도에서 초당 60프레임으로 동영상을 제작하여 부드러움을 제공할 수 있다.

### 줌 기능
대부분의 카메라폰은 디지털 줌 기능을 가지고 있으며, 이는 가장 높은 이미지 센서 해상도보다 낮은 해상도를 선택할 경우 화질 저하 없이 줌을 허용할 수 있는데, 이는 이미지 센서의 여유 해상도를 활용하기 때문이다. 예를 들어, 두 배 디지털 줌에서는 이미지 센서 해상도의 4분의 1만 사용할 수 있다. 는 광학 줌을 가지고 있으며, 여러 대의 카메라는 다양한 시야를 가지고 있으며, 디지털 줌과 결합하여 하이브리드 줌 기능을 제공한다. 예를 들어, 화웨이 P30 프로는 잠망경 5배 망원 카메라와 최대 10배 디지털 줌을 사용하여 50배 하이브리드 줌을 구현한다. 외부 카메라는 와이파이를 통해 전화기에 무선 통신으로 연결할 수 있다. 대부분의 스마트폰과 호환된다. 윈도우 폰은 전화기가 잠자기 상태일 때도 카메라로 작동하도록 설정할 수 있다.

### 물리적 위치
일부 휴대폰의 후면 카메라 모듈은 수직으로 뒤에서 봤을 때 상단 중앙에 위치하지만, 다른 휴대폰은 상단 왼쪽 모서리에 카메라가 있다. 후자의 경우 수평으로 잡았을 때 렌즈를 가리거나 더럽힐 가능성이 낮아 인체공학적으로 이점이 있으며, 인접 부품이 렌즈를 중심으로 제작될 필요가 없어 좁은 물리적 장치 공간을 보다 효율적으로 사용할 수 있다.

### 오디오 녹음
여러 마이크로폰이 있는 휴대폰은 일반적으로 스테레오 오디오로 비디오 녹화를 허용한다. 삼성, 소니, HTC는 2012년 각각 삼성 갤럭시 S III, 소니 엑스페리아 S, HTC 원 X에 이를 처음 구현했다. 애플은 2018년 아이폰 XS 제품군과 아이폰 XR부터 스테레오 오디오를 구현했다.

### 저조도 사진
과거에는 휴대폰 카메라 제조업체가 밝은 곳에서 담을 수 있는 디테일과 저조도 환경에서의 이미지 밝기 사이에서 타협해야 했다. 픽셀 비닝을 통해 동일한 이미지 센서로 이 두 가지를 모두 달성할 수 있게 되었다.

### 멀티미디어 메시징 서비스
카메라폰은 이동통신사 네트워크와 통합된 공유 인프라를 통해 거의 즉각적으로 사진을 공유할 수 있다. 필립 칸을 포함한 초기 개발자들은 서비스 제공업체가 "누군가 사진을 찍을 때마다 수수료를 징수할" 수 있는 기술을 구상했다. 그 결과로 개발된 멀티미디어 메시지 서비스(MMS)와 샤메일은 GPRS와 이후 3G 네트워크를 통해 제공되는 개방형 인터넷 기반 모바일 통신과 병행하여 경쟁적으로 개발되었다.
인프라를 완비한 최초의 상업용 카메라폰은 샤프 (기업)에서 제작한 J-SH04로, 칸의 라이트서프 벤처와 협력하여 개발된 샤메일(일본어로는 픽처 메일) 인프라와 함께 2001년부터 일본의 소프트뱅크가 현재 소유하고 있는 J-폰에 의해 판매되었다. 이는 또한 세계 최초의 셀룰러 모바일 카메라폰이었다. 북미에서의 첫 상업적 배포는 2004년에 이루어졌다. 스프린트 무선 통신사는 산요에서 제조하고 라이트서프가 개발 및 관리하는 픽처메일 인프라(영어로는 샤메일)로 출시된 백만 대 이상의 카메라폰을 배포했다.
초기 휴대폰에는 인터넷 연결, 작동하는 웹 브라우저, 이메일 프로그램이 있었지만, 휴대폰 메뉴에는 사진을 이메일에 첨부하거나 웹사이트에 업로드하는 방법이 없었다. 사진을 로컬로 전송할 수 있는 연결 케이블이나 이동식 미디어도 일반적으로 없었다. 최신 스마트폰은 거의 무제한의 연결 및 전송 옵션과 사진 첨부 파일 기능을 제공한다.

### 외부 카메라
카메라폰이 인기를 얻고 있던 2003년 유럽에서는 카메라가 없는 일부 휴대폰이 MMS와 함께 작은 케이블이나 휴대폰 하단의 데이터 포트에 직접 연결할 수 있는 외부 카메라를 지원했다. 당시 외부 카메라의 화질은 일반 카메라폰에 장착된 카메라와 비슷했으며, 일반적으로 VGA 해상도를 제공했다.
이러한 예 중 하나는 2003년 6월 노키아 3100과 함께 발표된 노키아 펀 카메라(모델 번호 PT-3)이다. 이 아이디어는 내장 카메라가 없는 장치(Pop-Port 인터페이스를 통해 연결)에서 사용하고, 카메라로 찍은 이미지(VGA 해상도 및 플래시)를 휴대폰으로 직접 전송하여 저장하거나 MMS를 통해 보낼 수 있도록 하는 것이었다.
2013-2014년에 소니 및 기타 제조업체는 렌즈 스타일 카메라라고 불리는 스마트폰용 추가 카메라 모듈을 발표했다. 이 카메라는 카메라폰의 센서 및 렌즈보다 크지만 뷰파인더, 디스플레이 및 대부분의 제어 장치가 없다. 이 카메라는 안드로이드 또는 iOS 휴대폰 또는 태블릿에 장착하여 디스플레이 및 제어 장치를 사용할 수 있다. 렌즈 스타일 카메라는 다음과 같다.
- 2013년 중반에 발표 및 출시된 소니 스마트샷 QX 시리즈. 여기에는 DSC-QX100/B,[23] 대형 소니 ILCE-QX1, 소형 소니 DSC-QX30이 포함된다.
- 2014년에 발표된 코닥 픽스프로 스마트 렌즈 카메라 시리즈.[24]
- DxO ONE은 라이트닝 커넥터 포트를 사용하여 애플 아이폰 또는 아이패드에 연결되는 소형 카메라이다.[25]
- 2014년에 발표된 비비타르/사카르의 비비캠 스마트 렌즈 카메라 시리즈.[26]
- HTC RE HTC는 또한 16MP 정지 이미지와 풀 HD 비디오를 캡처할 수 있는 스마트폰용 외부 카메라 모듈을 발표했다. RE 모듈은 방수 및 방진 기능도 있어 다양한 조건에서 사용할 수 있다.[27]

외부 열상 카메라는 2014년 말에 출시되었다.
2019년에는 여러 제조업체에서 현미경 부착물이 출시되었으며, 천체망원경 연결용 어댑터도 출시되었다.

### 한계
- 휴대폰 폼 팩터는 작다. 대형 이미지 센서와 쉬운 인체공학적 조작을 위한 전용 노브 및 버튼 공간이 부족하다.
- 삼성 갤럭시 K 줌 및 S4 줌과 같은 하이브리드 카메라 스마트폰을 제외하고는 광학 줌 렌즈를 위한 공간이 없다. 일부 스마트폰에는 광학 줌을 시뮬레이션하기 위한 추가 렌즈가 장착되어 있다.
- 제어는 터치스크린 메뉴 시스템을 통해 작동한다. 사진가는 대상을 보는 대신 메뉴를 봐야 한다.
- 전용 카메라는 메모리 카드와 배터리를 수용하는 칸이 있다. 대부분은 손으로 쉽게 접근할 수 있어 저장 공간이나 에너지가 소진되었을 때도 중단 없이 작동할 수 있다(핫 스와핑). 한편, 배터리는 외부에서 충전할 수 있다. 대부분의 휴대폰은 교체할 수 없는 배터리를 가지고 있으며, 많은 휴대폰에는 메모리 카드 슬롯이 아예 없다. 다른 휴대폰은 트레이 안에 메모리 카드 슬롯이 있어 접근하려면 도구가 필요하다.
- 휴대폰 운영체제는 전용 디지털 카메라/캠코더의 펌웨어처럼 즉시 부팅할 수 없으며,[31] 백그라운드에서 실행되는 프로세스의 간섭에 취약하다.
- 보급형 디지털 카메라도 일반적으로 제논 플래시를 사용하며, 이는 휴대폰의 LED 램프보다 훨씬 크고 강력하다.[32]
- 휴대폰의 기본 방향이 세로이기 때문에, 경험이 없는 사용자는 직관적으로 세로로 촬영하도록 권장될 수 있으며, 이는 집에서 사용되는 일반적인 가로 화면에 적합하지 않은 인물 모드를 만든다.
- 비교적 얇은 형태 때문에 스마트폰은 일반적으로 혼자서 똑바로 서 있을 수 없으며 기대어 놓아야 하는 반면, 전용 디지털 카메라와 캠코더는 일반적으로 평평한 바닥이 있어 똑바로 세워둘 수 있다.
- 스마트폰은 전용의 안정적인 삼각대 마운트가 없으며, 장치 가장자리를 잡는 덜 안정적인 장치를 통해서만 장착할 수 있다.

## 소프트웨어
사용자는 내장 카메라 소프트웨어를 사용하거나 대체 소프트웨어를 설치할 수 있다. 내장 소프트웨어는 공급업체에서 성능에 최적화될 수 있지만, 대체 소프트웨어는 내장 소프트웨어에는 없는 기능, 제어 및 사용자 정의를 제공할 수 있다.
그래픽 사용자 인터페이스는 일반적으로 일반적인 홈 버튼 및 충전 포트 쪽에 위치한 가상 온스크린 셔터 버튼, 마지막 사진을 미리 보는 썸네일, 그리고 선택된 해상도, 장면 모드, 안정화, 플래시 및 배터리 표시기와 같은 설정을 표시할 수 있는 일부 상태 아이콘을 특징으로 한다. 카메라 소프트웨어는 남은 공간이 소진될 때까지의 예상 남은 사진 수, 현재 비디오 파일 크기, 녹화 중 남은 저장 공간을 표시할 수 있으며, 2010년대 초반 삼성 스마트폰에서 그랬다. 카메라 뷰파인더의 설정 바로가기는 사용자 정의할 수 있다.

이 카메라 뷰파인더 레이아웃은 2013년 iOS 7에서 애플이 처음 도입했다. 2010년대 후반에 들어서면서 여러 다른 스마트폰 공급업체들은 자신들의 레이아웃을 버리고 이 레이아웃의 변형을 구현했다.

2013년 9월, 애플은 iOS 7에서 카메라 뷰파인더 레이아웃을 도입했으며, 이는 2010년대 후반에 여러 다른 주요 공급업체에 의해 구현되었다. 이 레이아웃은 원형의 일반적으로 단색 셔터 버튼과 수직 텍스트를 사용하는 카메라 모드 선택기, 그리고 사진 및 비디오를 위한 별도의 카메라 모드를 가지고 있다. 삼성, 화웨이, LG, 원플러스, 샤오미, UleFone과 같이 애플의 레이아웃을 따라 자체 레이아웃을 버린 공급업체들이 있다.
볼륨 키를 사진, 동영상 또는 줌에 활용하는 옵션이 있을 수 있다. 특정 개체는 뷰파인더를 탭하여 초점을 맞출 수 있으며, 노출은 그에 따라 조정될 수 있다. 각 탭마다 사진을 캡처하는 옵션이 있을 수 있다.
노출값은 초점을 맞추기 위해 탭한 후 수직으로 스와이프하거나 별도의 메뉴 옵션을 통해 조정할 수 있다. 짧은 시간 동안 터치하여 초점과 노출을 고정할 수 있으며, 이 상태에서도 노출값을 조정할 수 있다. 이러한 제스처는 촬영 중에도, 전면 카메라에도 사용할 수 있다.
과거에는 가상 셔터 버튼을 길게 눌러 초점을 유지하기도 했다. 셔터 버튼을 길게 누르는 또 다른 일반적인 용도는 연속 촬영으로, 여러 장의 사진이 빠르게 연속해서 캡처되며, 장치마다 해상도, 속도 및 연속 제한이 다양하고, 속도와 해상도 사이를 조정하는 옵션이 있을 수 있다.
셔터 랙은 컴퓨팅 속도, 소프트웨어 구현 및 주변 밝기에 따라 달라진다. 스큐어모프적 조리개 다이어프램 블레이드 또는 간단한 짧은 블랙아웃과 같은 셔터 애니메이션이 특징일 수 있다. 스마트폰을 화면 가시성이 좋지 않은 각도로 잡을 때 유용한 캡처된 사진을 나타내는 햅틱(진동) 피드백이 사용될 수 있다.
잠금화면은 사용자가 잠금을 해제하지 않고도 카메라를 실행하여 순간을 놓치는 것을 방지할 수 있도록 일반적으로 허용한다. 이는 아이콘을 스와이프하여 구현할 수 있다. 전원/대기 또는 홈 버튼을 두 번 누르거나, 전용 셔터 버튼이 있는 경우 어디에서든 실행할 수 있다. 카메라를 실행한 이후에 찍은 사진과 녹화된 동영상은 일반적으로 휴대폰 잠금을 해제하지 않고도 검토할 수 있지만, 이전 미디어를 보려면 휴대폰 잠금을 해제해야 한다.
더 최근의 고성능 스마트폰(예: 2015년 이후의 삼성)의 카메라 소프트웨어는 노출 및 초점과 같은 매개변수를 수동으로 더 많이 제어할 수 있도록 한다. 이는 2013년 카메라 중심의 삼성 갤럭시 S4 줌 및 노키아 루미아 1020에서 처음 등장했지만, 나중에 스마트폰 전반으로 확대되었다. LG V10과 같은 일부 스마트폰의 내장 카메라 소프트웨어는 고급 전용 카메라에서 알려진 기능인 이미지 히스토그램을 특징으로 한다.

### 비디오 녹화
비디오 녹화는 별도의 카메라 모드로 구현되거나, 삼성 갤럭시 S4부터 S9까지의 첫 번째 뷰파인더 페이지에 통합될 수 있다. 소니가 엑스페리아 Z2에서 4K(2160p)와 같이 특정 해상도는 별도의 카메라 모드로 구현될 수 있다.
동영상 녹화 중에는 정지 사진을 캡처할 수 있으며, 이 사진의 해상도는 동영상 자체보다 높을 수도 있다. 예를 들어, 삼성 갤럭시 S4는 동영상 녹화 중 9.6 메가픽셀의 정지 사진을 캡처하는데, 이는 13 메가픽셀 4:3 이미지 센서의 16:9 화면비 자르기 중 가장 큰 것이다.
동영상 녹화 중에 조정 가능한 매개변수에는 손전등 조명, 초점, 노출, 감광도(ISO) 및 화이트 밸런스가 포함될 수 있다. 일부 설정은 유휴 상태일 때만 조정할 수 있고 촬영 중에는 잠겨 있을 수 있는데, 삼성 갤럭시 S7의 감광도와 노출이 그렇다.
녹화 시간은 소프트웨어에 의해 특정 해상도에서 고정된 지속 시간으로 제한될 수 있으며, 그 후에 녹화를 다시 시작할 수 있다. 예를 들어, 2016년 이전에 출시된 삼성 플래그십 스마트폰에서는 2160p(4K) 녹화가 5분으로 제한되었으며, 갤럭시 노트 7에서는 10분, 갤럭시 알파에서는 4분, HTC One M9에서는 6분으로 제한되었다. 카메라 소프트웨어는 높은 기기 온도가 감지되면 일시적으로 녹화를 비활성화할 수 있다.
"슬로 모션"(고속 프레임) 동영상은 원본 이미지 센서 프레임 속도와 오디오 트랙을 유지하는 실시간 동영상으로 저장되거나, 속도를 줄이고 음소거될 수 있다. 후자는 재생 속도 제어 기능이 없는 구형 동영상 재생기 소프트웨어에서도 슬로 모션 재생을 허용하지만, 전자는 실시간 동영상과 슬로 모션 동영상 모두로 작동할 수 있으며, 동영상 편집기에서 표시되는 재생 속도와 지속 시간이 실제 생활과 동일하기 때문에 편집에 더 선호된다.

### 설정 메뉴
카메라 설정은 배경에 활성 뷰파인더 위에 메뉴로 나타나거나 별도의 페이지로 나타날 수 있으며, 전자는 다시 시작될 때까지 기다릴 필요 없이 즉시 뷰파인더로 돌아갈 수 있다. 설정은 그리드 또는 목록으로 나타날 수 있다. 애플 iOS에서는 비디오 해상도와 같은 일부 카메라 설정이 카메라 응용 프로그램 외부에 있는 시스템 설정에 별도로 위치한다.
사진 및 비디오에 대한 선택 가능한 해상도 수준의 범위는 카메라 소프트웨어마다 다르다. LG V10에서와 같이 프레임 속도 및 비트 전송률에 대한 설정이 있을 수 있으며, 이들은 지원되는 픽셀 속도(해상도와 프레임 속도의 곱) 내에서 독립적으로 구현된다.
선택된 사진 또는 동영상 해상도가 이미지 센서의 해상도보다 낮을 경우, 디지털 줌을 통해 이미지 센서의 여유 해상도를 잘라내어 품질 손실 없이 제한된 확대가 가능하다. 이를 "무손실 디지털 줌"이라고 한다. 줌은 일반적으로 핀치 줌을 통해 구현되며, 추가적으로 슬라이더를 통해 제어할 수 있다. 2010년대 초반 삼성 갤럭시 스마트폰에서는 사각형으로 확대 정도를 시각화했다.

### 파일 및 디렉토리
전용 (독립형) 디지털 카메라와 마찬가지로, 휴대폰 카메라 소프트웨어는 일반적으로 내부 메모리의 DCIM/이라는 디렉토리에 사진 및 동영상 파일을 저장하며, 번호 또는 날짜가 지정된 파일 이름을 사용한다. 전자는 파일 전송 중 파일 누락을 방지하고 파일 수를 쉽게 파악할 수 있도록 하며, 후자는 전송 중 파일 속성 재설정 및 파일 내 메타데이터 날짜/시간 정보 누락 가능성에 관계없이 날짜/시간별로 파일 검색을 용이하게 한다.
일부는 이 미디어를 외부 메모리(SD 카드 또는 USB 온더고 펜 드라이브)에 저장할 수 있다.

### 이미지 형식 및 모드
이미지는 일반적으로 JPEG 파일 형식으로 저장된다. 2010년대 중반부터 일부 고급 카메라폰에는 RAW 사진 기능, HDR, "보케 모드"가 탑재되었다. 안드로이드 5.0 롤리팝 및 이후 버전의 휴대폰 앱은 유사한 기능을 제공할 수 있다.
iOS 11(HEIC), 안드로이드 8 (오레오)(HEIF), 안드로이드 10(HEIC) 및 안드로이드 12(AVIF)부터 HEIF 컨테이너 형식의 HEIC 및 AVIF 압축 형식을 사용할 수 있다. 안드로이드에서 HEIC를 지원하려면 하드웨어 지원이 필요하다.

### 기타 기능
양방향 촬영
전면 및 후면 카메라 모두로 동시에 사진을 찍고 촬영하는 기능은 2013년 삼성 갤럭시 S4에서 처음 구현되었으며, 두 개의 비디오 트랙은 화면 내 화면으로 저장된다. 하나의 파일 내에 별도의 비디오 트랙을 저장하거나 별도의 비디오 파일로 저장하는 구현은 아직 알려지지 않았다.
음성 명령
음성 명령은 2012년 삼성 갤럭시 S3의 카메라 소프트웨어에 처음 적용되었으며, 손 제스처로 시작되는 짧은 카운트다운 후에 사진을 찍는 기능은 2015년 갤럭시 S6에 처음 적용되었다.
카메라 제어
카메라 소프트웨어는 전원 버튼을 사용하여 터치 입력을 잠그고 잠금 해제하는 기능을 제공하여 비디오 녹화 중 또는 카메라를 주머니에 넣어 더 빠르게 접근하기 위해 실수로 뷰파인더를 종료하거나 원치 않는 간섭을 방지할 수 있다.
카메라 소프트웨어에는 실행 시 자동으로 사진 또는 비디오를 캡처하는 옵션이 있을 수 있다.
"라이브 포토" / "모션 포토"
2010년대 중반부터 일부 스마트폰은 순간을 둘러싸거나 뒤따르는 짧은 동영상을 사진에 첨부하는 기능을 가지고 있다. 애플은 이 기능을 "라이브 포토"라고 불렀고, 삼성은 "모션 포토"라고 불렀다.
원격 뷰파인더
"원격 뷰파인더" 기능은 일부 스마트폰 카메라 소프트웨어(삼성 갤럭시 S4, S4 줌, 노트 3, S5, K 줌, 알파)에 구현되었는데, 뷰파인더와 카메라 제어는 Wi-Fi 다이렉트를 통해 지원되는 장치로 전송된다.
고다이내믹레인지 (HDR)
"풍부한 톤"으로도 불리는 하이다이내믹레인지 이미징은 이미지 전체의 밝기를 가시 범위 내로 유지한다. 카메라 소프트웨어는 가능한 셔터 랙과 고스팅을 피하기 위해 HDR을 끌 수 있는 옵션을 가질 수 있다. 일부 소프트웨어는 동일한 사진의 HDR 및 비HDR 버전을 모두 유지할 수 있도록 한다. HDR은 이미지 센서가 지원하는 경우 파노라마 사진 및 비디오 녹화에 지원될 수 있다.
시각 효과 및 저조도
삼성에서 갤럭시 S3 또는 S4에 도입한 카메라 효과에는 자동으로 사진을 선택하는 "베스트 포토", 움직이는 개체를 증식시키는 "드라마 샷", 움직이는 개체를 제거할 수 있는 "지우개" 등이 있었는데, 갤럭시 S5에서는 이들이 "샷 & 모어"로 통합되어 단일 파일에 저장된 8개 이미지 버스트에 소급하여 적용할 수 있게 되었다.
2014년 HTC는 원 M8의 듀얼 카메라 설정의 일부로 날씨, 3D 기울기, 캡처 후 초점 조정 등 여러 시각 효과 기능을 구현했으며, 이를 "uFocus"라고 불렀다. 후자는 삼성에서 "선택적 초점"으로 브랜드화되었으며, 추가적으로 전체 피사계 심도가 초점에 나타나도록 하는 "팬 포커스" 옵션을 포함했다.
화웨이는 장시간 노출을 위한 전용 카메라 기능인 "라이트 페인팅"을 브랜드화했는데, 이는 긴 노출 시간으로 빛을 방출하는 물체의 흔적을 만들 수 있기 때문이다. "손떨림 방지 야간 촬영" 모드는 어두운 환경에서 몇 초 동안 여러 프레임에서 가능한 한 선명한 사진을 합성하려고 시도한다. 사용자는 기기를 가능한 한 안정적으로 잡도록 지시받는다.
객체 추적
전용 캠코더에서 볼 수 있는 객체 추적 기능이 있는 자동 초점을 갖춘 최초의 스마트폰은 갤럭시 S6이다.
증강 현실
엑스페리아 Z1의 2013년부터 소니는 떠다니는 텍스트, 가상 식물, 화산, 풍경 속을 걷는 공룡 등 실시간 증강 현실 카메라 효과를 실험했다. 애플은 나중에 2017년 아이폰 X에서 유사한 기능을 구현했다.
인공지능
눈 깜빡임, 초점 불일치, 흐림, 흔들림 등 각 사진 촬영 후 결함을 알려주는 인공지능은 2018년 삼성 갤럭시 노트9에 처음 구현되었다. 다른 제조업체의 이후 휴대폰에는 더 발전된 AI 기능이 있다.

## 역사

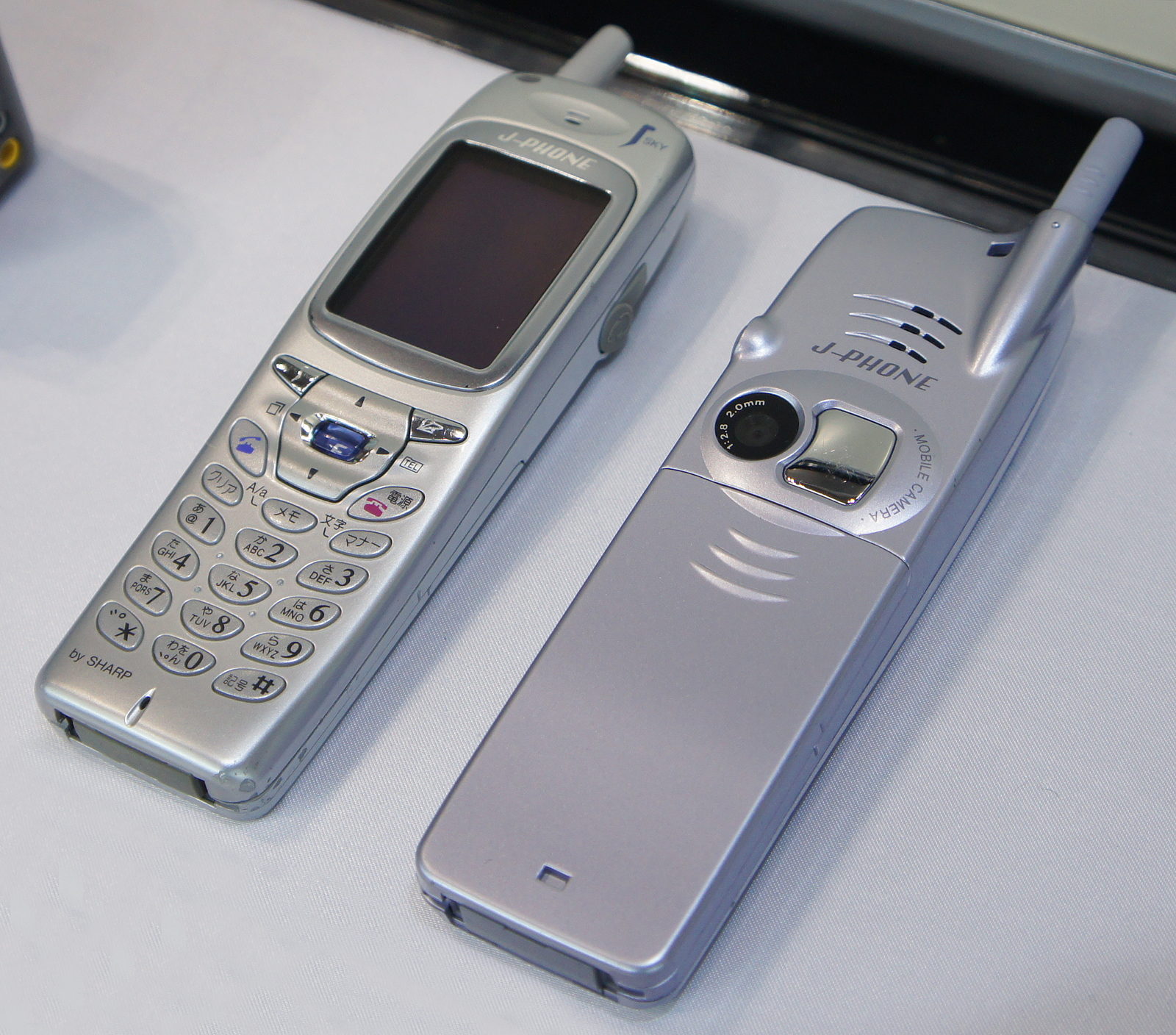
샤프가 개발하고 J-폰이 2000년에 출시한 J-SH04는 최초의 대량 생산 카메라폰이었다.

카메라폰은 많은 복잡계와 마찬가지로 기술 융합과 가능화 기술의 결과물이다. 디지털 카메라와 비교할 때, 소비자용 휴대폰용 카메라는 훨씬 적은 전력을 필요로 하며 소형화를 위해 더 높은 수준의 카메라 전자 통합이 필요했다.
액티브 픽셀 센서(APS)는 1985년에 개발되었다. 최초의 카메라폰(예: J-SH04)은 일본 J-폰에서 성공적으로 출시되었을 때 CMOS 센서가 아닌 CCD 센서를 사용했지만, 오늘날 판매되는 카메라폰의 90% 이상은 CMOS 이미지 센서 기술을 사용한다.
또 다른 중요한 가능 요인은 비압축 미디어의 비현실적으로 높은 메모리 및 대역폭 요구 사항으로 인한 데이터 압축의 발전이었다. 가장 중요한 압축 알고리즘은 1972년 텍사스 대학교에서 근무하던 나시르 아메드가 처음 제안한 손실 압축 기술인 이산 코사인 변환(DCT)이다. 카메라폰은 1988년부터 도입된 H.26x 및 MPEG 비디오 코딩 표준과 1992년에 도입된 JPEG 이미지 압축 표준을 포함하는 DCT 기반 압축 표준에 의해 가능해졌다.

### 실험
통신 기능이 포함된 여러 초기 영상전화와 카메라가 있었다. 일부 장치는 장치를 무선 통신으로 인터넷과 통합하여 어디서든 즉각적인 미디어 공유를 가능하게 하는 실험을 했다. 일본 기업 올림푸스의 DELTIS VC-1100은 1990년대 초에 공개되어 1994년에 출시된 세계 최초의 셀룰러폰 전송 기능을 갖춘 디지털 카메라였다. 1995년, 애플은 애플 영상전화/PDA를 실험했다. 1997년 5월 일본 캐논의 카와시마 쇼사쿠가 설계한 셀룰러폰이 있는 디지털 카메라도 있었다. 일본에서는 1997년 샤프와 교세라가 경쟁적인 두 프로젝트를 진행했다. 둘 다 카메라가 통합된 휴대폰을 가지고 있었다. 그러나 교세라 시스템은 피어투피어 영상전화로 설계되었으며, 샤프 프로젝트는 처음에는 즉석 사진 공유에 초점을 맞추었다. 이는 샤프 장치가 미국 기술자 칸과 협력하여 설계된 샤메일 인프라에 연결될 때 가능했다. 교세라 팀은 사부리 카즈미가 이끌었다. 1995년 치페와 폴스, 위스콘신에 있는 기술 서비스국의 제임스 그린월드는 감시 목적으로 포켓 비디오 카메라를 개발하고 있었다. 1999년까지 Tardis 레코더는 시제품으로 정부에서 사용되고 있었다. 기술 서비스국은 "신체 착용 가능, 디지털 저장 매체, 오디오/비디오 녹화 어셈블리"에 대한 특허 번호 6,845,215,B1을 통해 더욱 발전했다.
카메라폰은 1994년 노키아의 직원 4명인 카리-페카 빌스카(Kari-Pekka Wilska), 레이요 파야넨(Reijo Paajanen), 미코 테르호(Mikko Terho), 야리 하말라이넨(Jari Hämäläinen)이 특허를 받았다. 이들의 특허 출원은 1994년 5월 19일 핀란드 특허청에 제출되었으며, 이후 전 세계 여러 국가에 출원되어 전 세계적인 특허 출원군을 형성했다. 특허 출원서에는 이 조합이 별도의 디지털 카메라가 휴대폰에 연결된 형태 또는 두 하위 시스템이 단일 장치에 통합된 형태로 명시적으로 기술되었다. 이들의 특허 출원 설계에는 카메라폰이 오랫동안 구현해 온 모든 기본 기능이 포함되어 있었다: 디지털 이미지의 캡처, 저장, 표시 및 무선 주파수 채널을 통해 이미지를 전송하는 수단. 1998년 8월 12일 영국은 특허 GB 2289555B를 부여했으며, 2002년 7월 30일 USPTO는 원본 핀란드 특허청 출원을 기반으로 빌스카, 파야넨, 테르호, 하말라이넨에게 미국 특허 6427078B1을 부여했다.

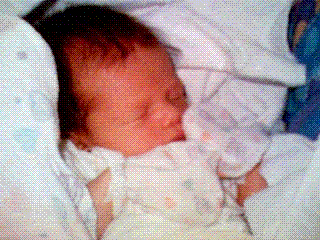
필리프 칸이 1997년 6월 11일에 찍은 사진

1997년 6월 11일, 기술 임원 필리프 칸은 딸 소피아가 태어난 산부인과에서 찍은 첫 사진을 공유했다. 그는 병원 대기실에서 노트북을 디지털 카메라와 휴대폰에 연결하여 집 컴퓨터로 전송하는 방법을 고안했다. 이 임시 시스템은 그의 사진을 전 세계 2,000명 이상의 가족, 친구 및 동료에게 전송했다. 칸의 즉석 연결은 즉석 시각 통신의 탄생을 예고했다. 칸의 휴대폰 전송은 휴대폰을 통해 대중에게 처음으로 공유된 사진으로 알려져 있다. 카메라폰의 탄생은 필리프 칸이 처했던 상황을 재현한 4분짜리 단편 영화이다.

### 상업화

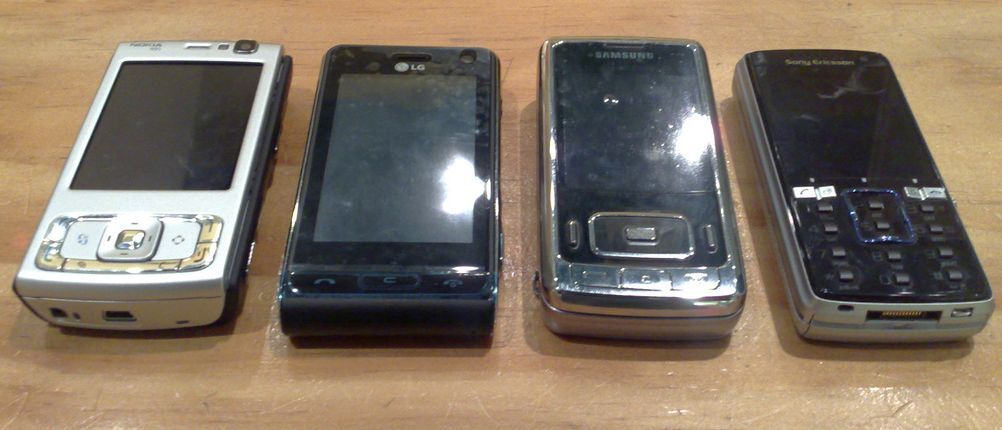
2007년에 출시된 500만 화소 카메라폰: 노키아 N95, LG 뷰티, 삼성 SGH-G800, 소니 에릭슨 K850i. 이들은 고급 카메라를 탑재한 것으로 홍보되었다.

최초의 상업용 카메라폰은 1999년 5월 일본에서 출시된 교세라 비주얼 폰 VP-210이었다. 당시에는 "모바일 영상전화"라고 불렸으며, 11만 화소의 전면 카메라를 탑재했다. 이 기기는 최대 20장의 JPEG 디지털 이미지를 저장할 수 있었으며, 이를 이메일로 보내거나 일본의 PHS 셀룰러 네트워크를 통해 초당 최대 2장의 이미지를 보낼 수 있었다. 2000년 6월 대한민국에서 출시된 삼성 SCH-V200도 카메라가 내장된 최초의 휴대폰 중 하나였다. 이 기기는 TFT 액정 디스플레이(LCD)를 탑재했고 35만 화소 해상도로 최대 20장의 디지털 사진을 저장했다. 그러나 이 기기는 전화 기능을 통해 결과 이미지를 전송할 수 없었으며, 사진에 접근하려면 컴퓨터 연결이 필요했다. 최초의 대중 시장 카메라폰은 2000년 11월 일본에서 판매된 샤프 J-폰 모델인 J-SH04였다. 이 기기는 휴대폰 통신을 통해 즉시 사진을 전송할 수 있었다.
휴대폰 카메라는 출시 직후부터 인기를 얻었으며, 일본의 J-폰은 2년 만에 가입자의 절반 이상이 휴대폰 카메라를 사용하고 있음을 보여주었다. 곧 전 세계가 이를 따랐다. 2003년에는 일본과 한국에서의 성장에 힘입어 전 세계적으로 독립형 디지털 카메라보다 더 많은 카메라폰이 판매되었다. 2005년 노키아는 세계에서 가장 많이 팔리는 디지털 카메라 브랜드가 되었다. 2006년에는 전 세계 휴대폰의 절반이 내장 카메라를 가지고 있었다. 2006년 투라야는 최초의 위성 전화에 통합 카메라를 출시했다. 투라야 SG-2520은 한국 회사 APSI가 제조했으며 윈도우 CE를 실행했다. 2008년 노키아는 코닥이 판매한 필름 기반의 단순 카메라보다 더 많은 카메라폰을 판매하여 모든 종류의 카메라 중 가장 큰 제조업체가 되었다. 2010년에는 전 세계 카메라폰 수가 10억 대를 넘어섰다. 2010년 이후 대부분의 휴대폰은 가장 저렴한 제품도 카메라를 장착하고 판매되고 있다. 고급 카메라폰은 일반적으로 비교적 좋은 렌즈와 고해상도를 가지고 있었다.

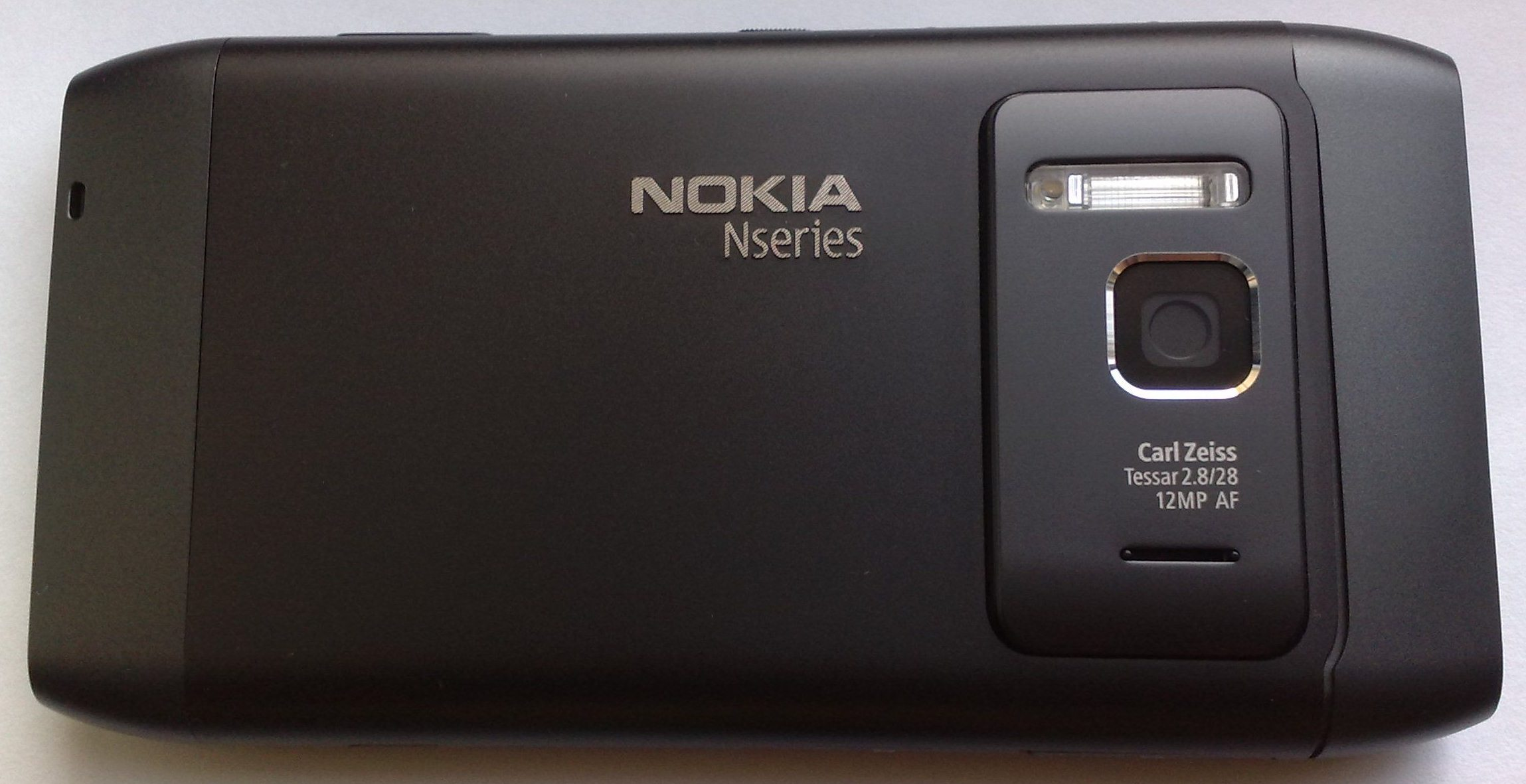
노키아 N8 스마트폰은 12-메가픽셀 자동 초점 렌즈를 탑재한 최초의 노키아 스마트폰으로, 칼 자이스 옵틱스와 제논 플래시를 특징으로 한다. 라벨은 렌즈 제조업체, 메가픽셀 수, 조리개, 자동 초점 기능을 나타낸다.

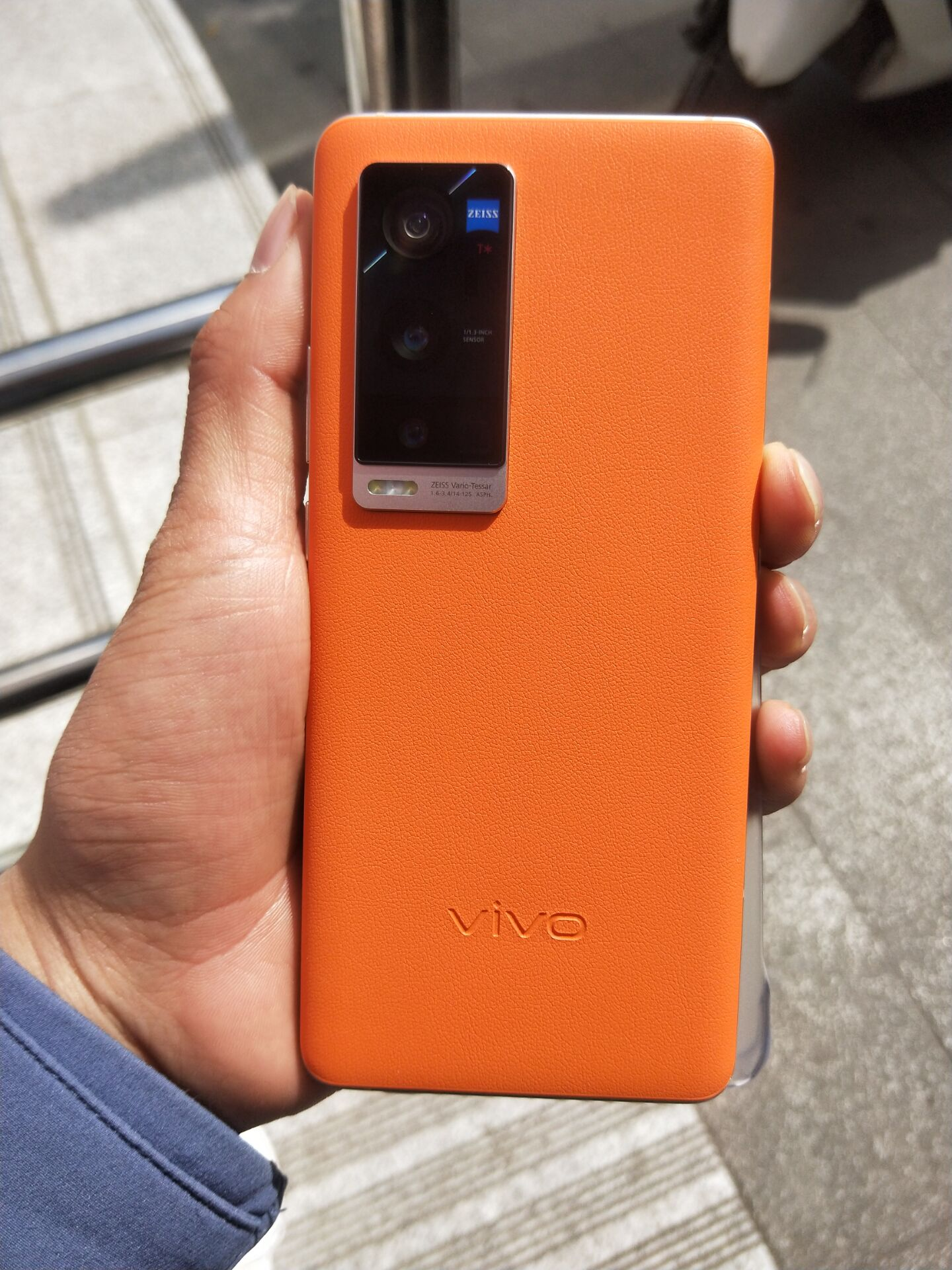
비보 X60은 자이스와 공동 개발한 이미징 시스템을 탑재했다.

고해상도 카메라폰은 2010년대에 등장하기 시작했다. 최소 두 회사에서 1200만 화소 카메라폰을 생산했다. 노키아 N8 (빅 CMOS 센서) 카메라의 성능을 강조하기 위해 노키아는 2010년 10월 단편 영화 '더 커뮤터'(The Commuter)를 제작했다. 이 7분짜리 영화는 전적으로 휴대폰의 720p 카메라로 촬영되었다. 2010년 말에는 3배 광학 줌을 갖춘 14메가픽셀 스마트폰이 발표되었다. 2011년에는 듀얼 후면 카메라를 탑재한 최초의 휴대폰이 시장에 출시되었지만 큰 인기를 얻지는 못했다. 원래 듀얼 후면 카메라는 당시 전자 제조업체들이 밀어붙이던 3D 콘텐츠를 캡처하는 방법으로 구현되었다. 몇 년 후 아이폰 7의 출시는 이 개념을 대중화했지만, 대신 두 번째 렌즈를 광각 렌즈로 사용했다.

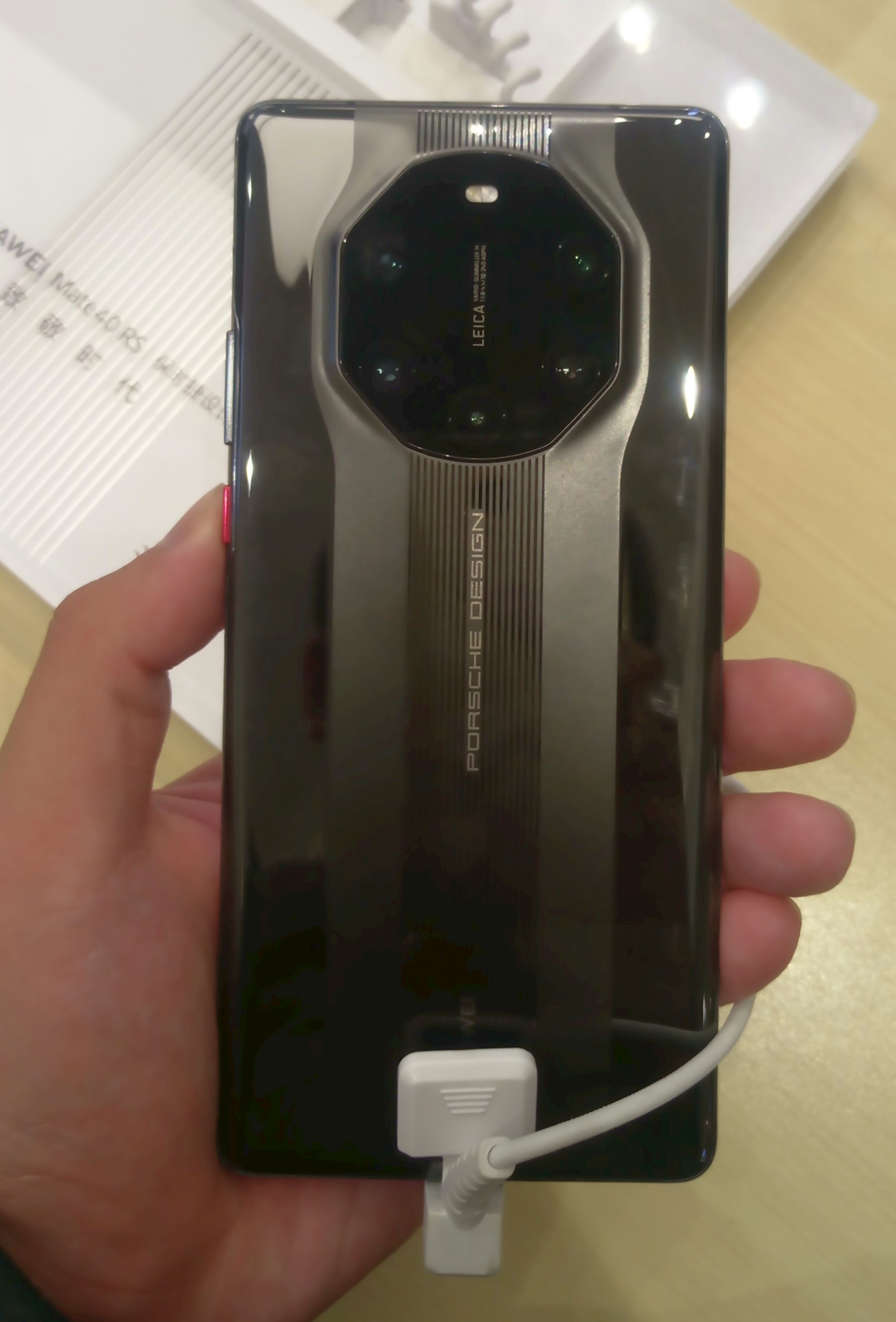
화웨이 메이트 40 RS는 라이카 옵틱을 갖춘 펜타 카메라 렌즈를 특징으로 한다.

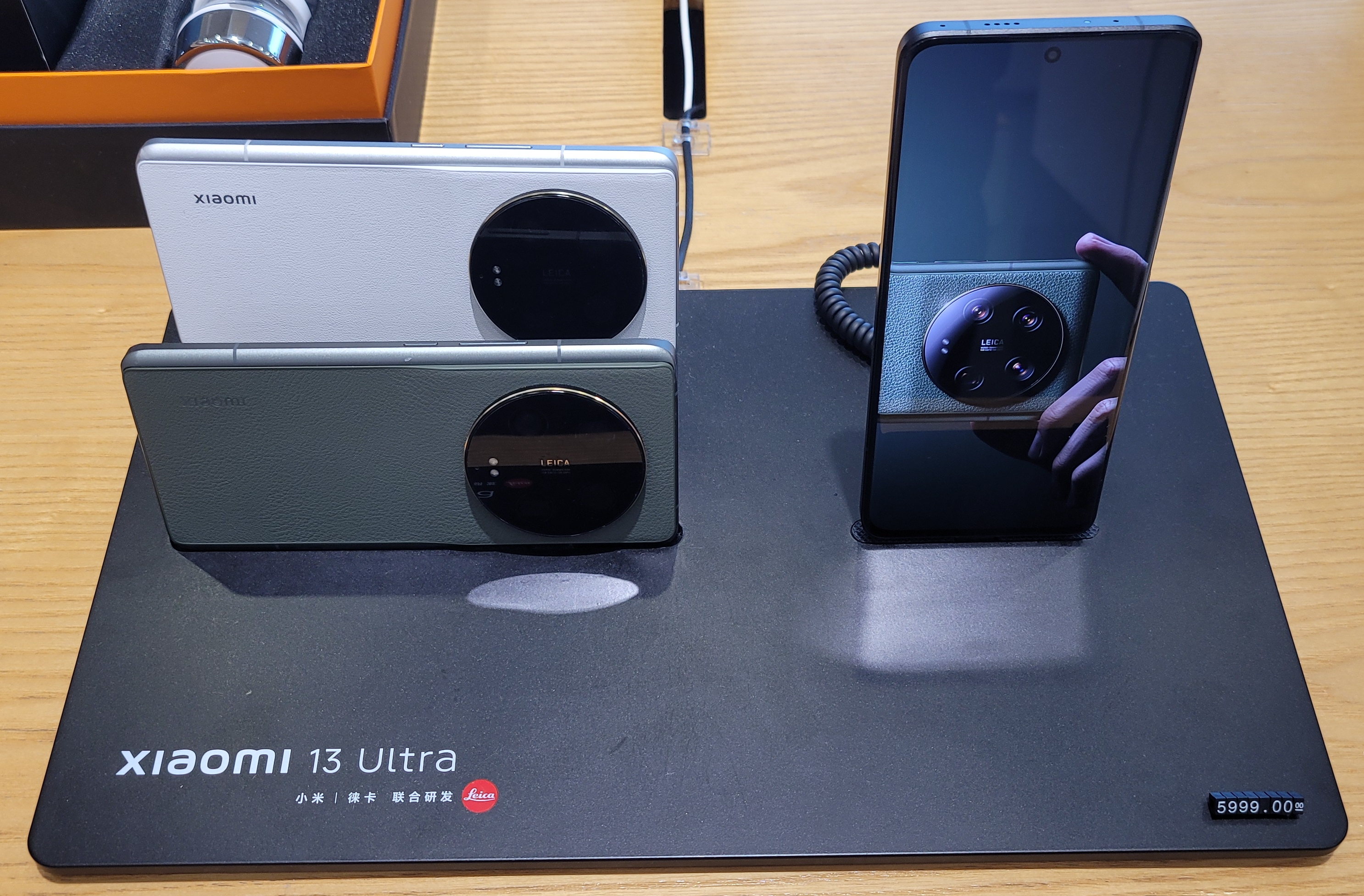
샤오미 13 울트라는 라이카 수미크론 카메라 시스템을 탑재했다.

2012년 노키아는 노키아 808 퓨어뷰를 발표했다. 이 제품은 41메가픽셀 1/1.2인치 센서와 고해상도 f/2.4 Zeiss 완전 비구면 단일 그룹 렌즈를 특징으로 한다. 또한 노키아의 PureView Pro 기술, 즉 전체 해상도로 촬영된 이미지를 낮은 해상도 사진으로 줄이는 픽셀 오버샘플링 기술을 특징으로 하여 더 높은 해상도와 감도를 달성하고 무손실 줌을 가능하게 한다. 2013년 중반 노키아는 노키아 루미아 1020을 발표했다. 2014년 HTC One M8은 깊이 센서로 카메라를 사용하는 개념을 도입했다. 2016년 후반 애플은 듀얼 카메라 설정을 대중화한 휴대폰 중 하나인 아이폰 7 플러스를 출시했다. 아이폰 7 플러스에는 메인 12MP 카메라와 12MP 망원 카메라가 포함되어 스마트폰에서 처음으로 2배 광학 줌과 인물 모드를 허용했다. 2018년 초 화웨이는 최초의 트리플 카메라 렌즈 설정이 적용된 새로운 플래그십 휴대폰 화웨이 P20 프로를 출시했다. (이 카메라는 라이카와 공동 개발한 것으로) 40메가픽셀 RGB 렌즈, 20메가픽셀 흑백 렌즈, 8메가픽셀 망원 렌즈로 구성된다. 화웨이 P20 프로의 일부 기능으로는 3배 광학 줌과 960fps 슬로 모션이 있다. 2018년 후반 삼성은 세계 최초의 쿼드 카메라 설정이 적용된 새로운 중급 스마트폰인 갤럭시 A9 (2018)을 출시했다. 쿼드러플 카메라 설정은 일반 사진 촬영을 위한 주 24MP f/1.7 센서, 120도 시야각을 가진 초광각 8MP f/2.4 센서, 2배 광학 줌을 가진 망원 10MP f/2.4, 그리고 보케와 같은 효과를 위한 5MP 심도 센서를 특징으로 한다. 노키아 9 퓨어뷰는 2019년에 펜타 렌즈 카메라 시스템을 탑재하여 출시되었다.

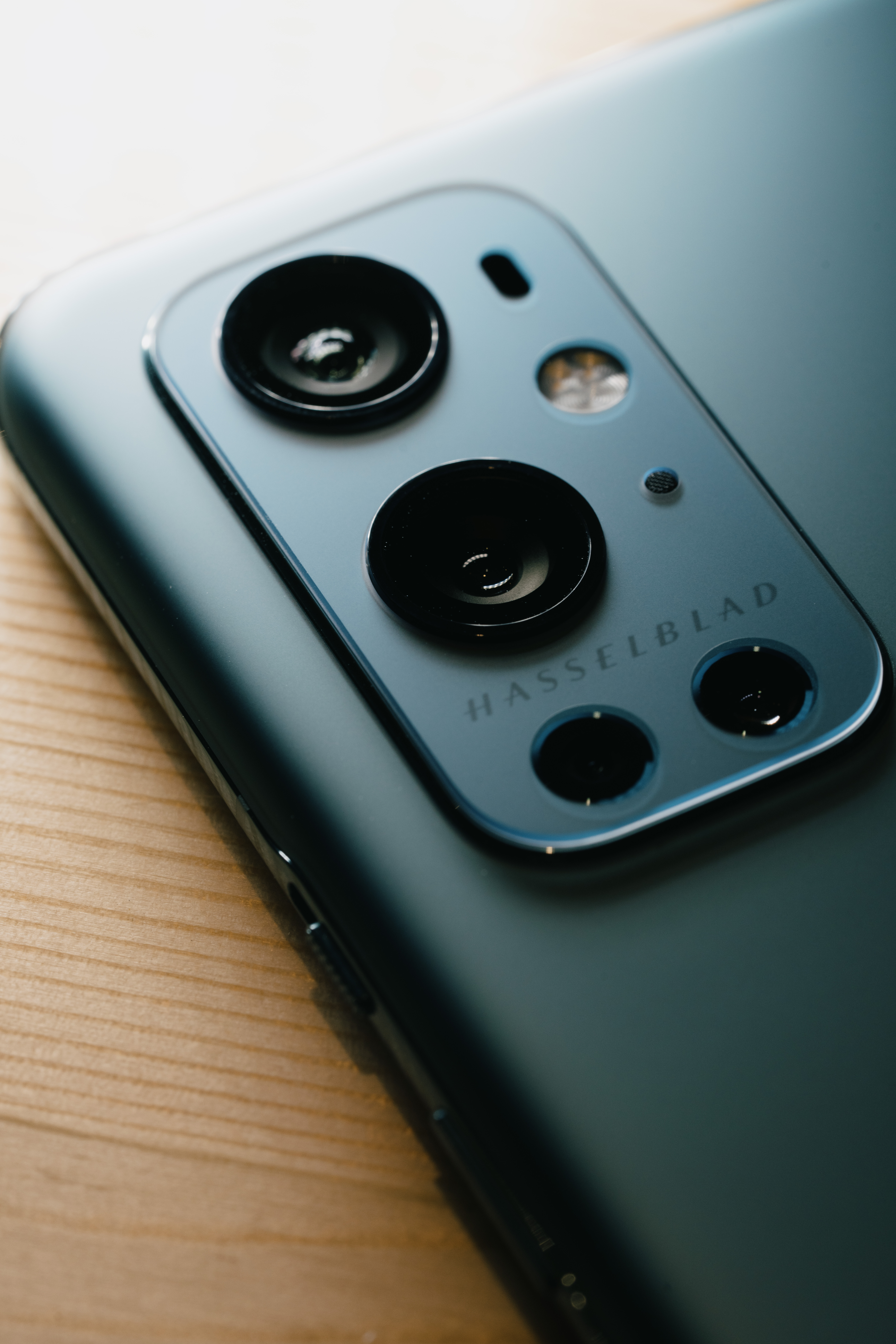
원플러스 9는 핫셀블라드와 함께 업그레이드된 옵틱스를 탑재했다.

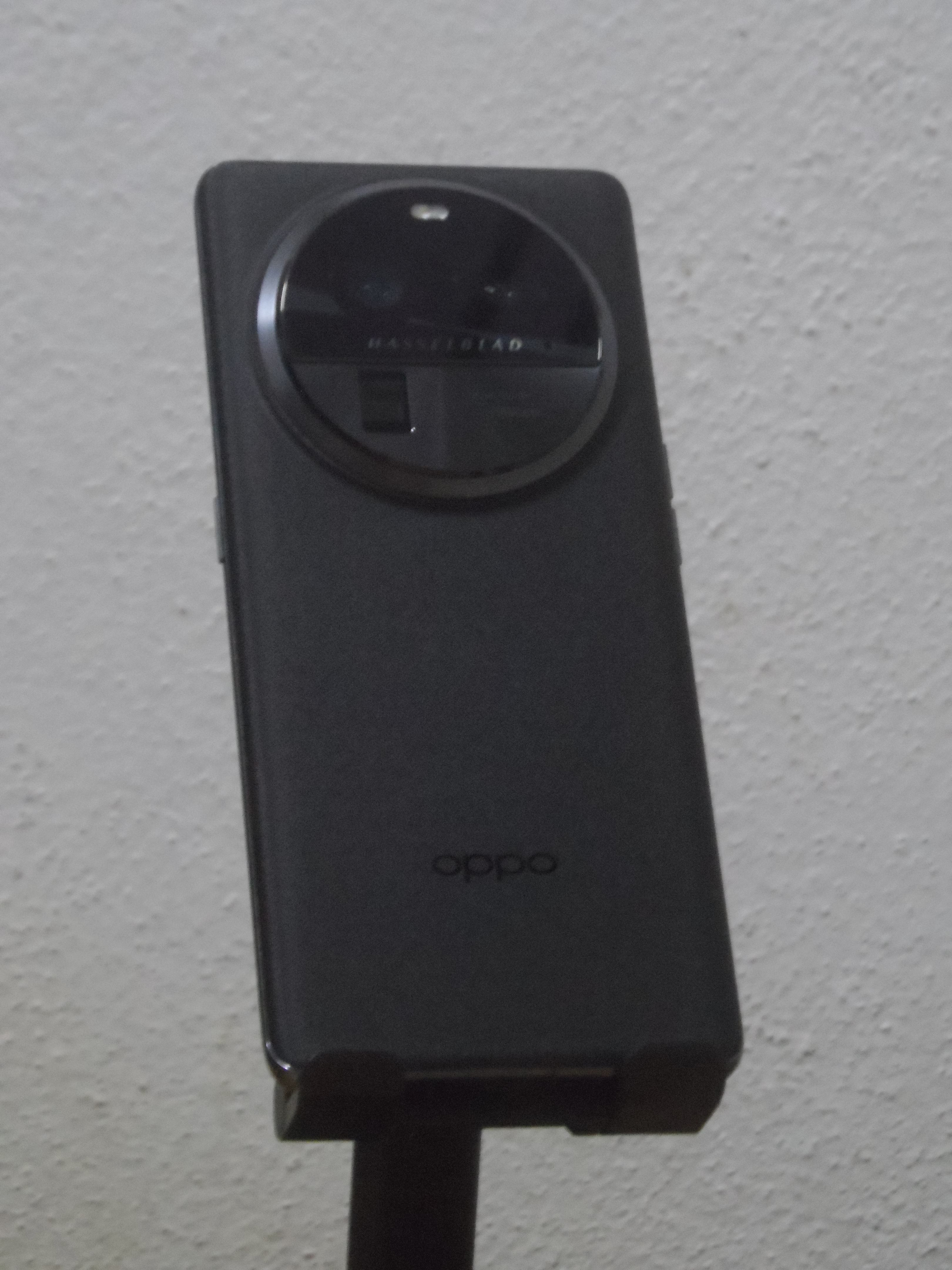
오포 파인드 X6는 핫셀블라드와 공동 개발한 소프트웨어 기반 튜닝을 특징으로 한다.

2019년 삼성전자는 후면 카메라만 있는 갤럭시 A80을 발표했다. 사용자가 셀카를 찍고 싶을 때, 카메라가 자동으로 후면에서 슬라이드하여 사용자 쪽으로 회전한다. 이것은 팝업 카메라로 알려져 있으며, 스마트폰 디스플레이가 화면 상단에 노치나 펀치 홀 없이 휴대폰 본체의 전체 전면을 덮을 수 있게 한다. 삼성, 샤오미, 오포, 원플러스 및 기타 제조업체는 카메라가 휴대폰 본체 밖으로 "팝업"되는 시스템을 채택했다. 또한 2019년 삼성은 휴대폰용 64MP 및 108MP 카메라 개발을 시작하고 상업화했다. 108MP 센서는 중국 전자 회사 샤오미와 협력하여 개발되었으며, 두 센서 모두 4개 또는 9개의 픽셀 신호를 결합하는 픽셀 비닝 기능을 갖추어 4개 또는 9개의 픽셀이 하나의 더 큰 픽셀처럼 작동하게 한다. 더 큰 픽셀은 더 많은 빛을 포착할 수 있어(더 높은 ISO 등급과 더 낮은 이미지 노이즈를 초래한다) 또한 언더 디스플레이 카메라가 개발 중이며, 이는 삼성 갤럭시 Z 폴드 3와 같이 특수 디스플레이 아래에 배치되어 카메라가 이를 통해 볼 수 있도록 한다.

## 제조업체
휴대폰 카메라의 주요 제조업체로는 소니, 도시바, ST 마이크로, 샤프, 옴니비전, 아프티나 (현재 온 세미컨덕터의 일부)가 있다.

## 사회적 영향

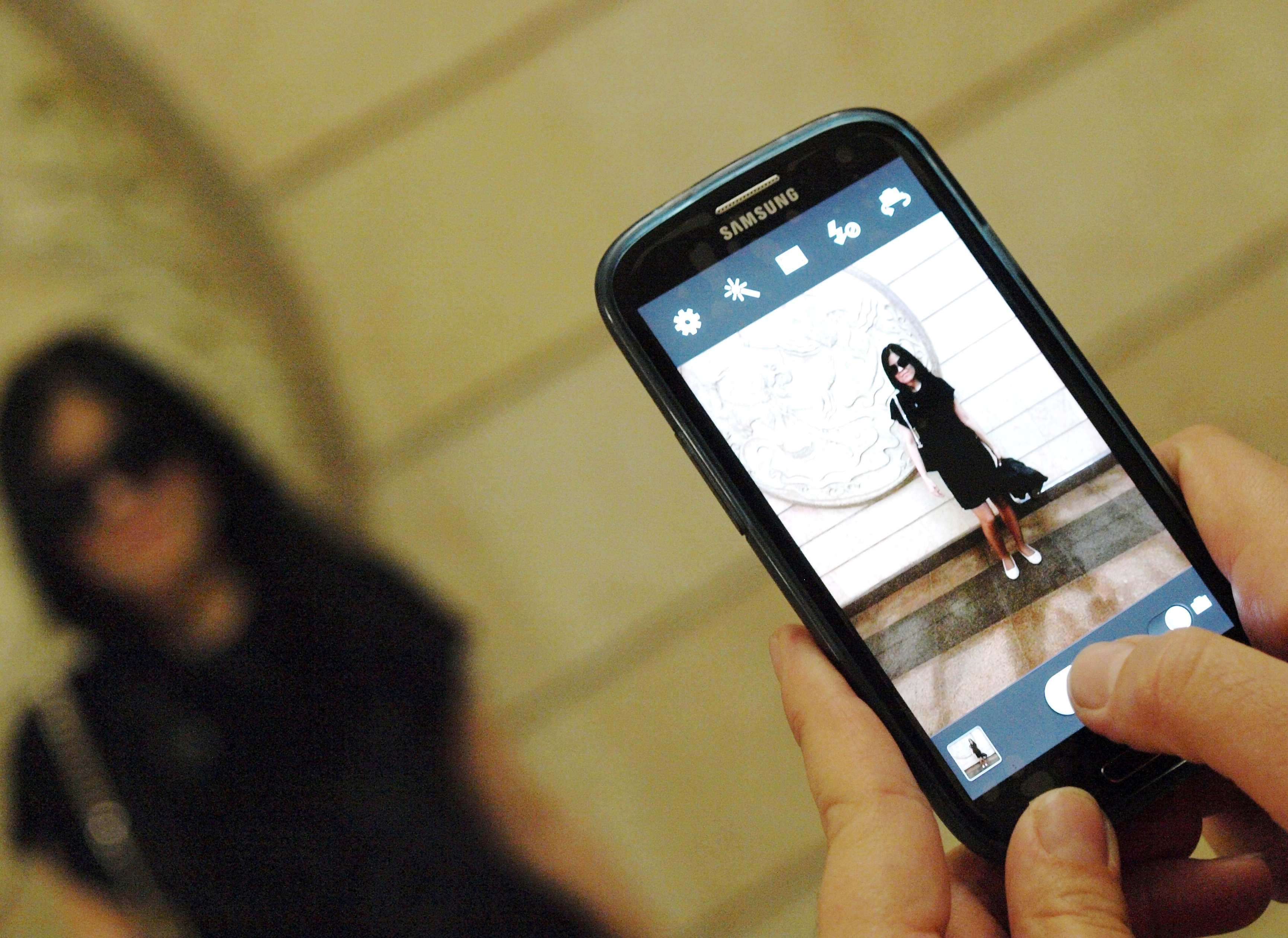
삼성 갤럭시 S3로 사진 촬영

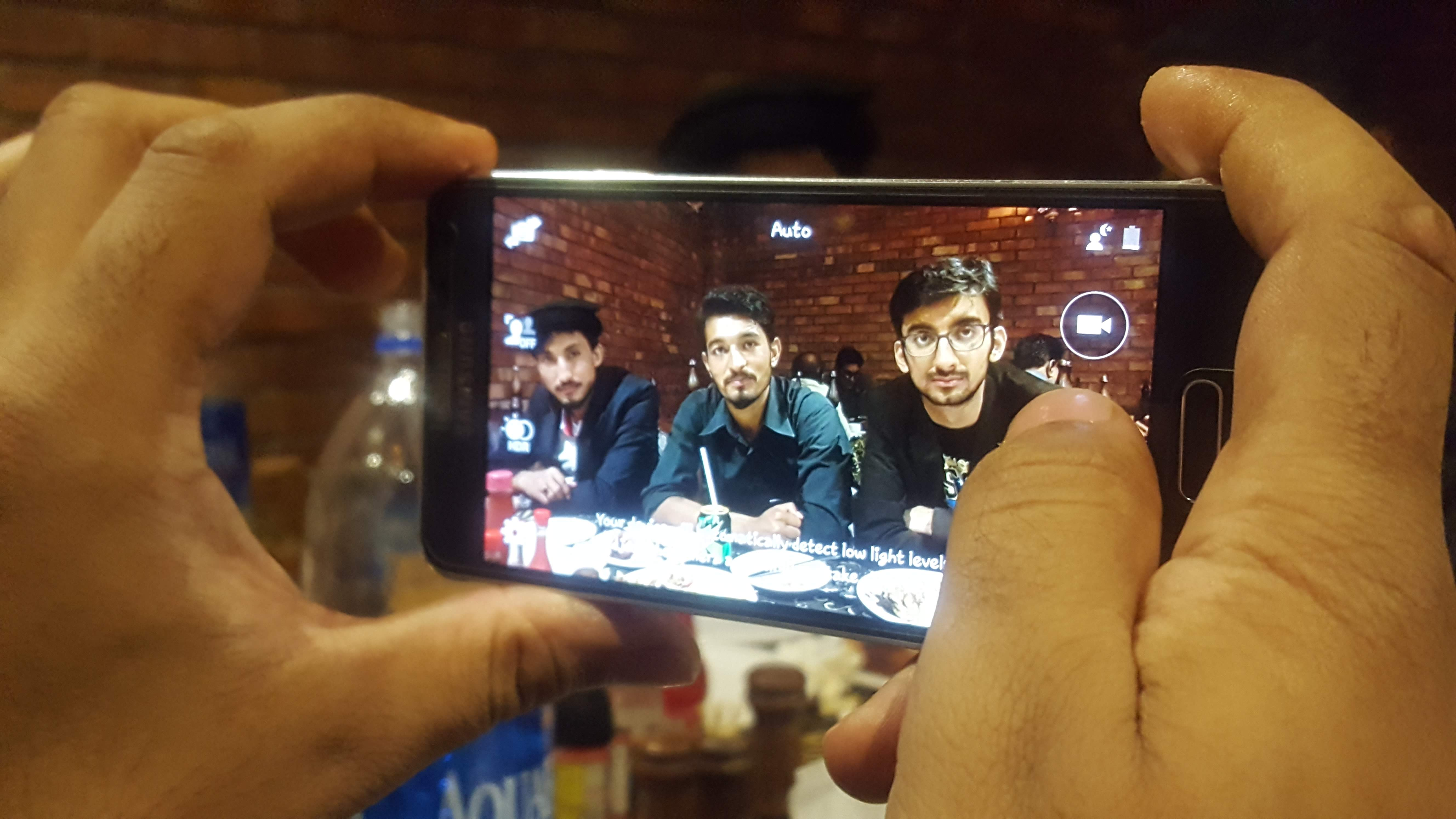
스마트폰으로 가로 모드 사진 촬영

개인 사진은 사람들이 개인 및 집단 기억을 포착하고 구성하며, 사회적 관계를 유지하고 정체성을 표현할 수 있게 해준다. 매년 수억 대
씩 팔리는 카메라폰은 동일한 기회를 제공하지만, 이러한 기능은 변경되어 다른 사용자 경험을 가능하게 한다. 휴대폰은 항상 휴대되기 때문에 언제든지 순간을 포착할 수 있다. 모바일 통신은 또한 콘텐츠(예: 멀티미디어 메시지 서비스)의 즉각적인 전송을 허용하며, 이는 되돌리거나 규제할 수 없다. 브룩 나이트는 "외부의 통합되지 않은 카메라(예: DSLR)를 휴대하는 것은 항상 이벤트에서 착용자의 역할을 참여자에서 사진가로 바꾼다"고 말한다. 반면 카메라폰 사용자는 사진을 찍는 순간에도 참여자로 남을 수 있다. 카메라폰으로 찍은 사진은 사진가의 물리적 존재를 증명하는 역할을 한다. 공유의 즉각성과 그에 따른 생생함은 카메라폰을 통해 공유되는 사진이 사진가의 지표를 강조하도록 한다.
휴대폰은 관광객이나 다른 일반 시민 목적으로 유용하게 사용되었는데, 이는 저렴하고 편리하며 휴대하기 쉽기 때문이다. 그러나 몰래촬영을 가능하게 하여 논란을 일으키기도 했다. 사용자는 단순히 휴대폰으로 통화하거나 인터넷을 검색하는 척하면서, 사진 촬영이 제한된 비공개 장소나 해당 인물의 의사에 반하여 인물이나 장소를 촬영할 수 있다. 카메라폰은 모든 사람이 자신의 눈으로 본 것을 다른 사람에게 신속하게 전달하여 표현의 자유를 행사할 수 있도록 해준다. 대부분의 민주주의 자유 국가에서는 공공장소에서의 사진 촬영에 대한 제한이 없으므로 카메라폰은 새로운 형태의 시민저널리즘, 예술사진 및 페이스북 또는 블로깅을 위한 개인 생활 경험 기록을 가능하게 한다.
카메라폰은 거리 사진가와 사회 기록 사진가에게도 매우 유용하게 사용되어왔는데, 이들은 거리에서 모르는 사람들의 사진을 그들이 알아차리지 못하게 찍을 수 있어서, 예술가/사진가가 피사체에 가까이 다가가 더 생생한 사진을 찍을 수 있게 해준다. 대부분의 사람들은 몰래촬영에 대해 의심하지만, 앙리 카르티에 브레송처럼 거리 사진을 찍는 예술가, 포토저널리스트, 대중을 기록하는 사진가(1930년대 미국 대공황을 기록한 사진가처럼)는 종종 피사체가 사진 촬영을 꺼리거나 예술 사진 갤러리나 저널리즘에 사용되는 합법적인 몰래촬영을 알지 못하기 때문에 눈에 띄지 않게 작업해야 한다.
네트워크 연결 장치로서 메가픽셀 카메라폰은 범죄 예방, 저널리즘 및 비즈니스 애플리케이션뿐만 아니라 개인적인 용도로도 중요한 역할을 한다. 또한 관음증, 사생활 침해 및 저작권 침해와 같은 활동에도 사용될 수 있다. 미디어를 거의 즉시 공유할 수 있기 때문에 강력한 개인 콘텐츠 제작 도구이다.
카메라폰은 "혼자 내버려둘 권리"를 제한하는데, 이 녹화 도구는 항상 존재하기 때문이다. 보안 버그는 공격자가 휴대폰 카메라를 통해 사용자를 염탐할 수 있도록 허용할 수 있다.
2007년 1월, 뉴욕 시장 마이클 블룸버그는 사람들이 카메라폰을 사용하여 진행 중인 범죄나 위험한 상황을 포착하고 이를 비상 대응팀에 보내도록 장려하는 계획을 발표했다. 이 프로그램은 사람들이 이미지나 비디오를 911에 직접 보낼 수 있도록 한다. 이 서비스는 2020년에 시작되었다.
카메라폰은 박물관, 공연장 및 사진 촬영이 금지된 기타 장소에서 은밀하게 사진을 찍는 데에도 사용되었다. 그러나 공유가 즉시 가능하므로, 설령 발각되더라도 이미지는 이미 도달 불가능한 상태이므로, 이미지를 로컬에 저장했다가 나중에 전송하는 디지털 카메라와는 달리 너무 늦는다. 그러나 최신 디지털 카메라는 Wi-Fi를 지원하므로, 사진가는 DSLR로 사진을 찍고 휴대폰의 Wi-Fi 및 3G 기능을 통해 즉시 인터넷에 사진을 게시할 수 있다.
거리 사진가와 사회 기록 사진가 또는 영화 제작자 외에도 카메라폰은 전쟁 사진가들에게도 성공적으로 사용되었다. 카메라폰의 작은 크기는 전쟁 사진가가 전쟁에서 싸우는 남녀를 그들이 사진 촬영을 당하고 있다는 것을 알아채지 못하게 비밀리에 촬영할 수 있도록 하여, 카메라폰은 전쟁 사진가가 자신의 안전을 유지하면서 전쟁을 기록할 수 있도록 해준다.
2010년 아일랜드에서 열린 연례 "RTÉ 60초 단편상"은 15세의 로라 게이너가 수상했는데, 그녀는 자신의 수상작 만화 "피스 오브 케이크"(Piece of Cake)를 소니 에릭슨 C510 카메라폰으로 제작했다. 2012년 감독 겸 작가인 에디 브라운 주니어(Eddie Brown Jr.)는 스토리에 카메라폰을 사용하는 최초의 상업적으로 제작된 영화 중 하나인 리얼리티 스릴러 "카메라폰"(Camera Phone)을 제작했다. 이 영화는 실제 사건을 재연한 것으로, 관련자들을 보호하기 위해 이름이 변경되었다. 일부 현대 카메라폰(2013-2014년)은 큰 센서를 가지고 있어 거리 사진가 또는 다른 종류의 사진가가 준전문가 카메라와 유사한 품질의 사진을 찍을 수 있다.

## 상호 작용 장치로서의 카메라
스마트폰의 카메라는 수많은 연구 프로젝트 및 상업용 애플리케이션에서 입력 장치로 사용된다. 상업적으로 성공적인 예는 물리적 개체에 부착된 QR 코드의 사용이다. QR 코드는 카메라를 사용하여 휴대폰으로 감지될 수 있으며, 관련 디지털 콘텐츠, 일반적으로 URL에 대한 링크를 제공한다. 또 다른 접근 방식은 카메라 이미지를 사용하여 개체를 인식하는 것이다. 콘텐츠 기반 이미지 분석은 광고 포스터와 같은 물리적 개체를 인식하여 해당 개체에 대한 정보를 제공하는 데 사용된다. 하이브리드 접근 방식은 눈에 띄지 않는 시각적 마커와 이미지 분석의 조합을 사용한다. 예를 들어, 3D 종이 지구본에 실시간 오버레이를 만들기 위해 카메라폰의 포즈를 추정하는 것이다.
일부 스마트폰은 2D 개체에 대한 증강 현실 오버레이를 제공할 수 있으며 객체 인식 알고리즘을 사용하여 휴대폰에서 여러 개체를 인식할 수 있으며 GPS와 나침반도 사용할 수 있다. 일부는 외국어 텍스트를 번역할 수 있다.

자동 지오태깅은 사진이 어디에서 찍혔는지 보여줄 수 있어 상호 작용을 촉진하고 사진을 다른 사진과 비교하기 위해 지도에 표시할 수 있다.
대부분의 스마트폰은 전면 카메라를 탑재하고 있다. (예: 저가형 삼성 갤럭시 포켓 S5300, 갤럭시 핏 S5670 제외) 이 카메라는 자화상(속칭 셀프카메라), 브이로그(Vlogging), 화상 회의와 같은 용도로 사용자를 향한다. 휴대폰의 전면 카메라는 일반적으로 후면 카메라에 비해 센서 크기가 작기 때문에 해상도와 품질이 떨어진다. 해상도 면에서 한 가지 반례는 HTC One M8로, 전면 카메라가 후면 카메라보다 1메가픽셀 더 많은 5메가픽셀을 가지고 있다.

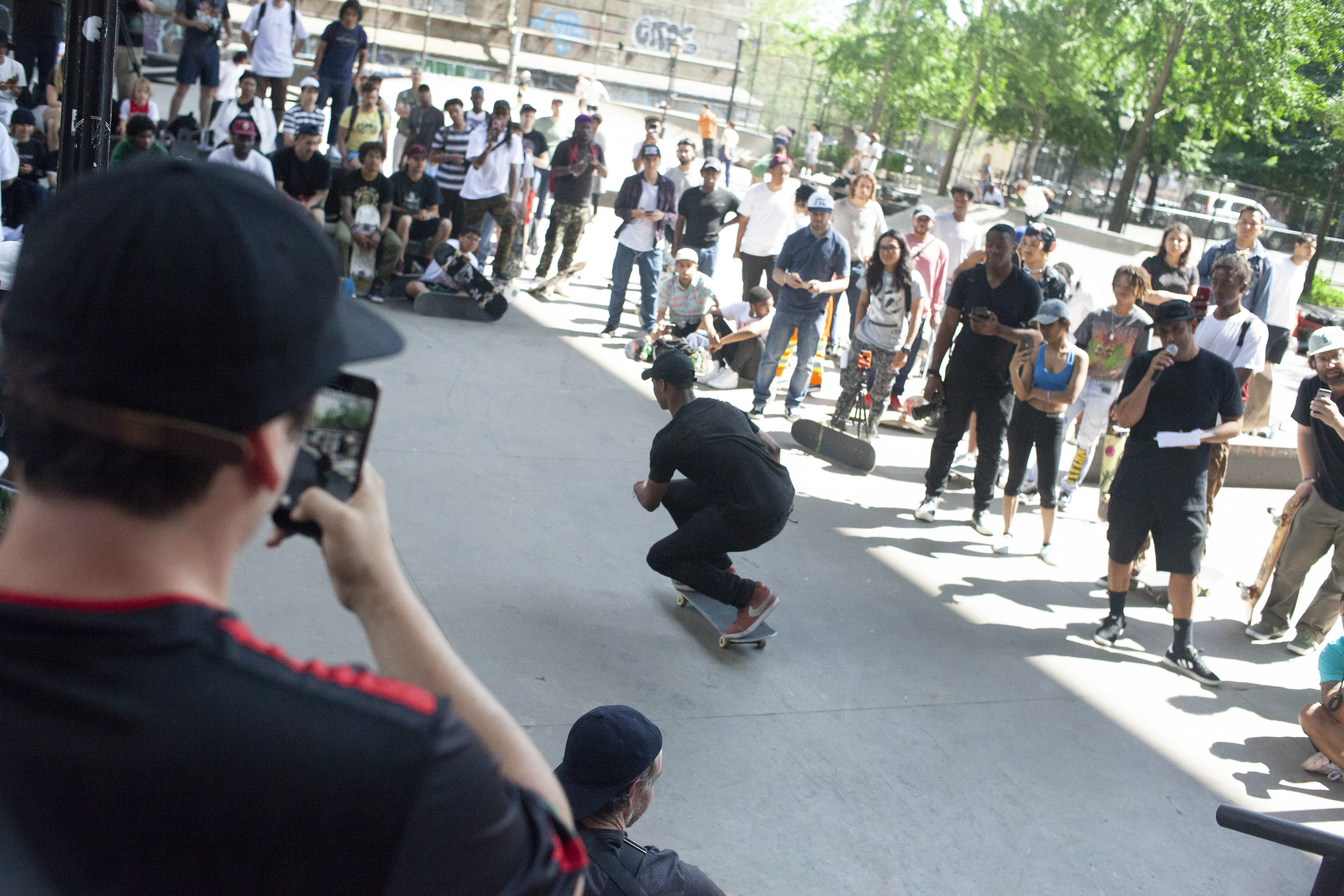
2019년 LES 스케이트파크에서 스케이트보더를 촬영하는 구경꾼.

## 법률
카메라폰, 더 정확히는 일반 대중에 의한 카메라폰의 광범위한 사용은 공공 및 사적 사진 촬영과 관련된 법률에 대한 노출을 증가시켰다. 다른 종류의 카메라와 관련된 법률도 카메라폰에 적용된다. 카메라폰에 대한 특별한 법률은 없다. 카메라폰 사용 금지 시행은 거의 불가능하다는 것이 입증되었다. 작고 많으며 사용을 숨기거나 위장하기 쉬워 법 집행 및 보안 요원이 사용을 감지하거나 중단시키기 어렵다. 카메라폰의 전면적인 금지는 또한 표현의 자유와 언론의 자유에 대한 의문을 제기할 것인데, 카메라폰 금지는 시민이나 기자(또는 시민기자)가 카메라폰으로 포착할 수 있는 뉴스가 될 만한 사건을 다른 사람에게 전달하는 것을 막을 것이기 때문이다.
때때로 기관 및 장소는 사생활, 보안 및 저작권 문제로 인해 카메라폰 및 기타 카메라 사용을 금지하거나 제한했다. 그러한 장소에는 펜타곤, 연방 및 주 법원, 박물관, 학교, 극장, 지역 헬스클럽이 포함된다. 사우디아라비아는 2004년 4월 한동안 전국적으로 카메라폰 판매를 금지했다가 2004년 12월 다시 판매를 허용했다(단, 하즈 순례자들은 카메라폰을 휴대할 수 있었다). 산업 스파이 활동 및 파파라치 활동(합법적이지만 종종 논란의 여지가 있음), 그리고 무선 통신 사업자 네트워크 해킹과 관련하여 카메라폰이 사용된 간헐적인 일화가 있다.

## 카메라폰 관련 주요 사건
- 2004년 인도양 지진 해일은 첫날 뉴스 푸티지의 대부분이 전문 뉴스팀이 아닌 주로 카메라폰을 사용하는 시민기자들에 의해 제공된 최초의 전 세계적인 뉴스 사건이었다.
- 2006년 11월 17일, 코미디 클럽 래프 팩토리에서의 공연 중 코미디언 마이클 리처즈가 관객 중 한 명의 카메라폰으로 인종차별적인 발언을 하며 야유하는 관객들에게 응수하는 모습이 녹화되었다. 이 영상은 TV와 인터넷 뉴스 방송을 통해 널리 퍼졌다.
- 2006년 12월 30일, 전 이라크 독재자 사담 후세인의 처형 장면이 비디오 카메라폰으로 녹화되어 인터넷에 널리 유포되었다. 며칠 후 경비원이 체포되었다.[152]
- 2005년 런던 폭탄 테러 직후 카메라폰으로 촬영된 동영상과 사진이 전 세계적으로 보도되었다. CNN 간부 조너선 클라인은 카메라폰 푸티지가 뉴스 기관에서 점점 더 많이 사용될 것이라고 예측했다.
- 카메라폰 디지털 이미지는 2009년 이란 선거 시위 확산에 기여했다.
- 카메라폰은 바트 경찰의 오스카 그랜트 총격 사건을 기록했다.

## 카메라폰 사진술

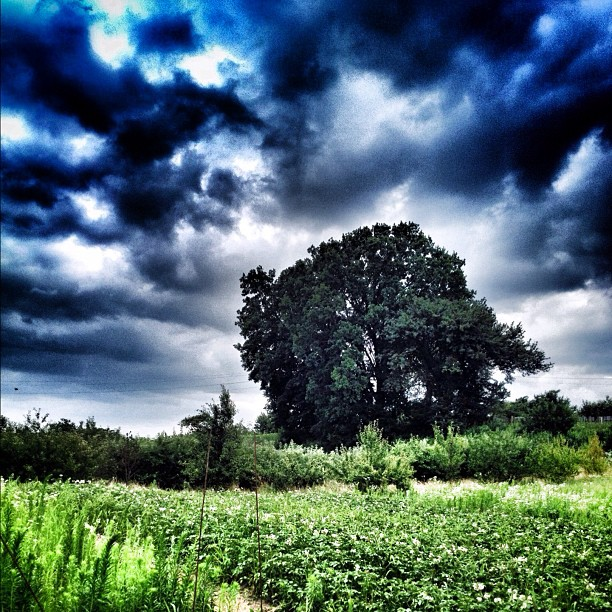
"폭풍이 오고 있다", 아이폰 사진의 예

휴대폰 카메라로만 찍은 사진은 그 자체로 예술의 한 형태가 되었다. 이 장르의 작업은 때때로 혼성어인 아이폰 사진술(iPhoneography)로 불리기도 하는데, 이는 아이폰으로 찍은 사진이든, 아니면 어떤 브랜드의 스마트폰으로 찍은 사진이든 상관없다. 이 운동은 이미 몇 년 되었지만, 아이폰과 앱 스토어의 등장과 함께 대중화되었는데, 이는 사람들이 자신의 작품을 촬영, 처리 및 공유할 수 있는 더 좋고 쉽고 창의적인 도구를 제공했다.
아이폰 사진술만을 다룬 최초의 갤러리 전시회는 2010년 6월 30일 캘리포니아 버클리에서 열린 "Pixels at an Exhibition"으로, 녹스 브론슨과 래 더글러스가 조직하고 기획했다. 같은 시기, 사진가 데이먼 윈터는 힙스타매틱을 사용하여 아프가니스탄 전쟁 사진을 찍었다. 이 중 일부는 2010년 11월 21일 뉴욕 타임스에 "A Grunt's Life"라는 제목의 연재물로 게재되었으며, RJI, 도널드 W. 레이놀즈 저널리즘 연구소가 후원하는 국제 상(3위)을 수상했다. 또한 아프가니스탄에서는 2011년 사진기자 데이비드 구텐펠더가 아이폰과 폴라라이즈(Polarize) 앱을 사용했다. 2013년 내셔널 지오그래픽 (잡지)은 사진작가 짐 리처드슨이 아이폰 5s로 스코틀랜드 고원을 촬영한 사진 특집 기사를 게재했다.

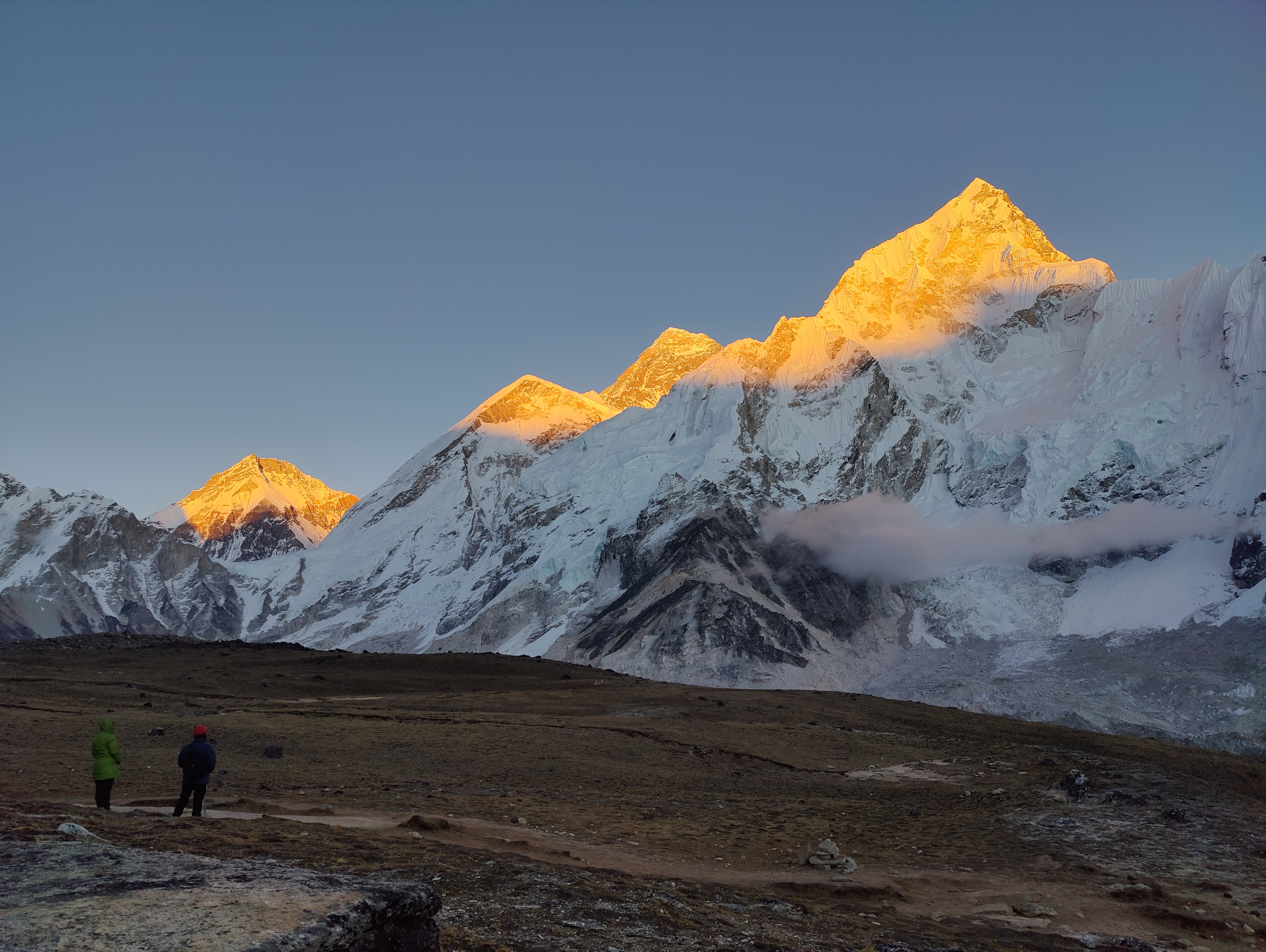
칼라 파타르에서 -20°C의 기온에서 카메라폰(원플러스 9 프로)으로 촬영한 황금빛 에베레스트 일몰 사진

## 카메라폰 영화 제작

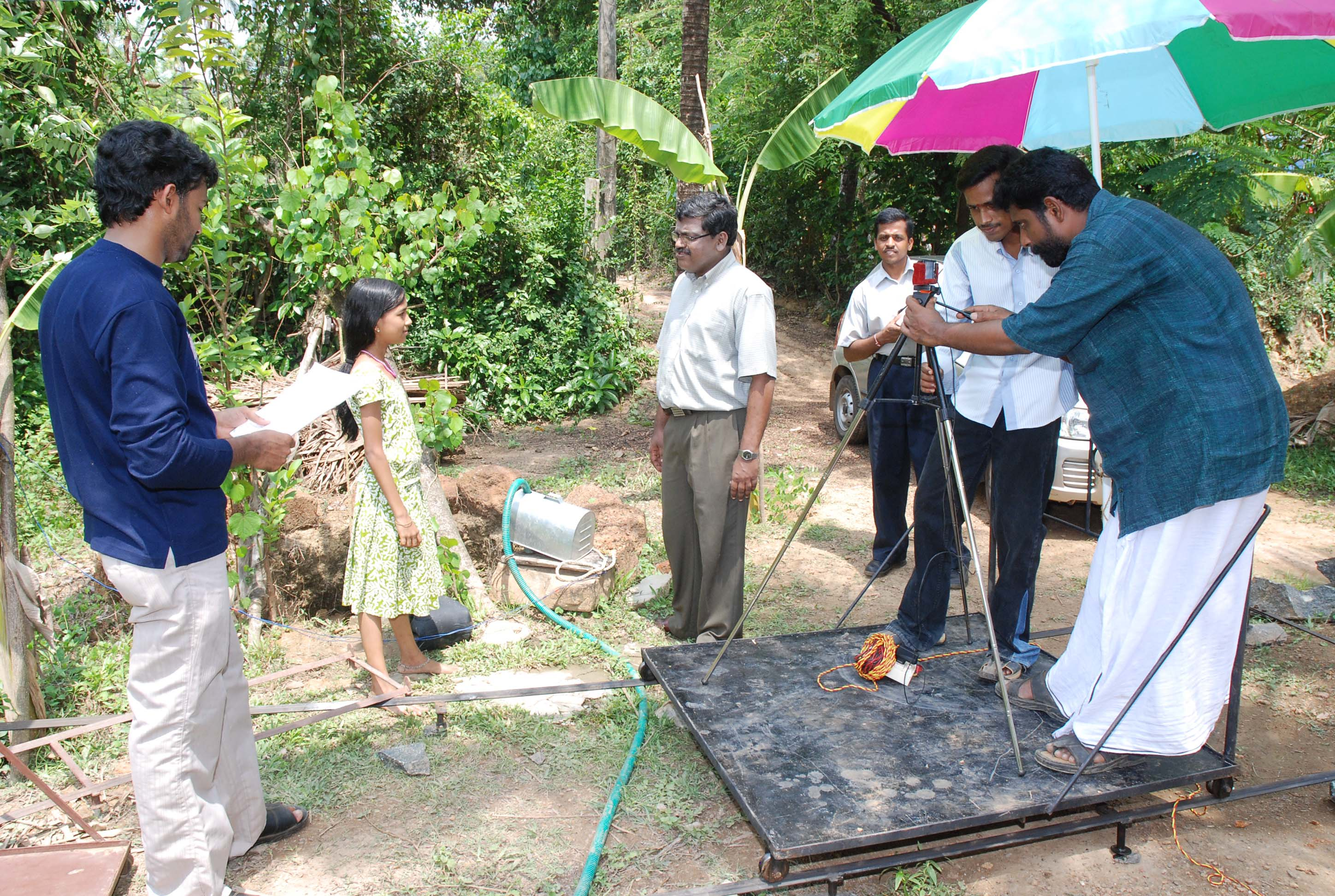
노키아 N95 휴대폰으로 잘라차얌 촬영

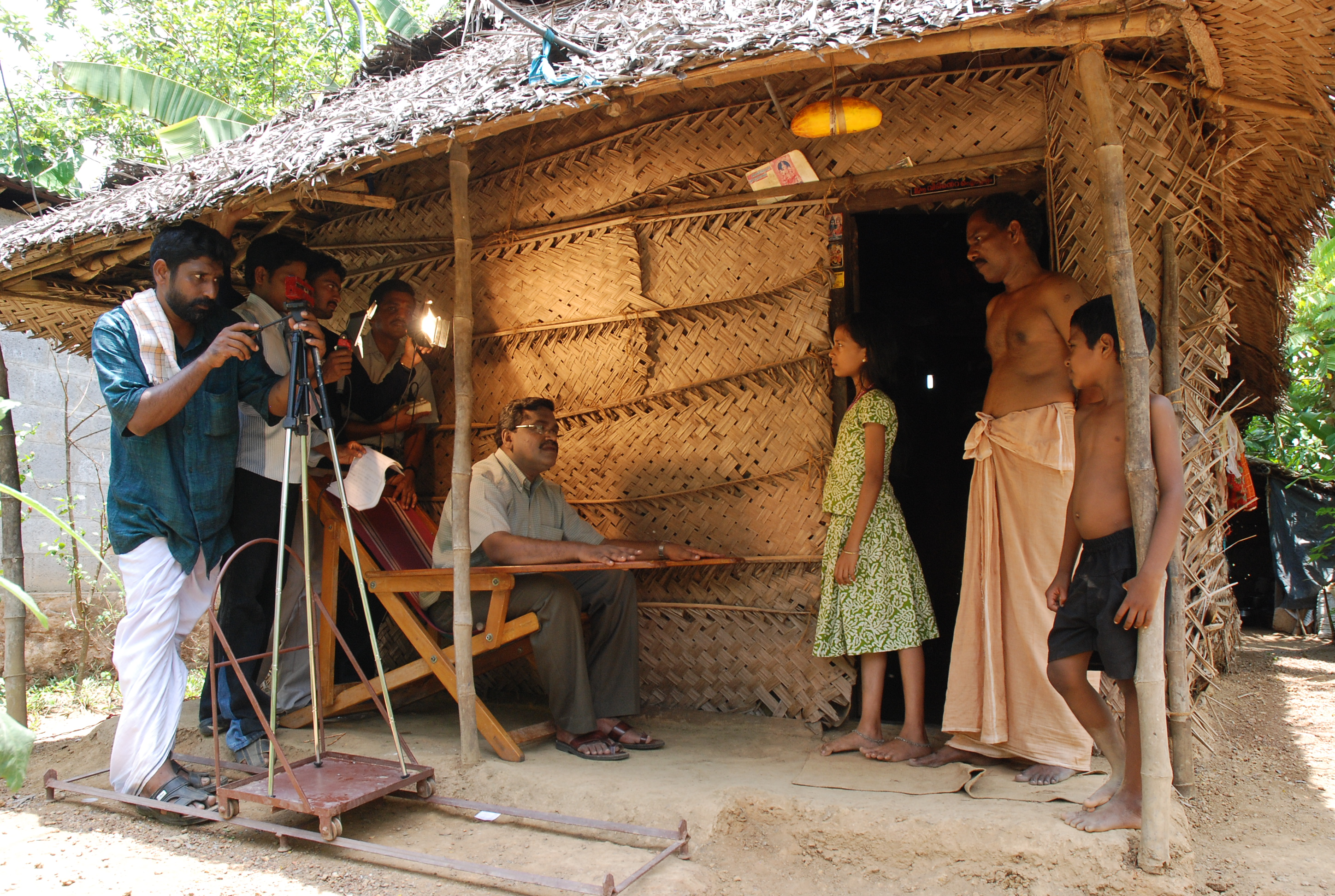
노키아 N95 휴대폰으로 잘라차얌 촬영

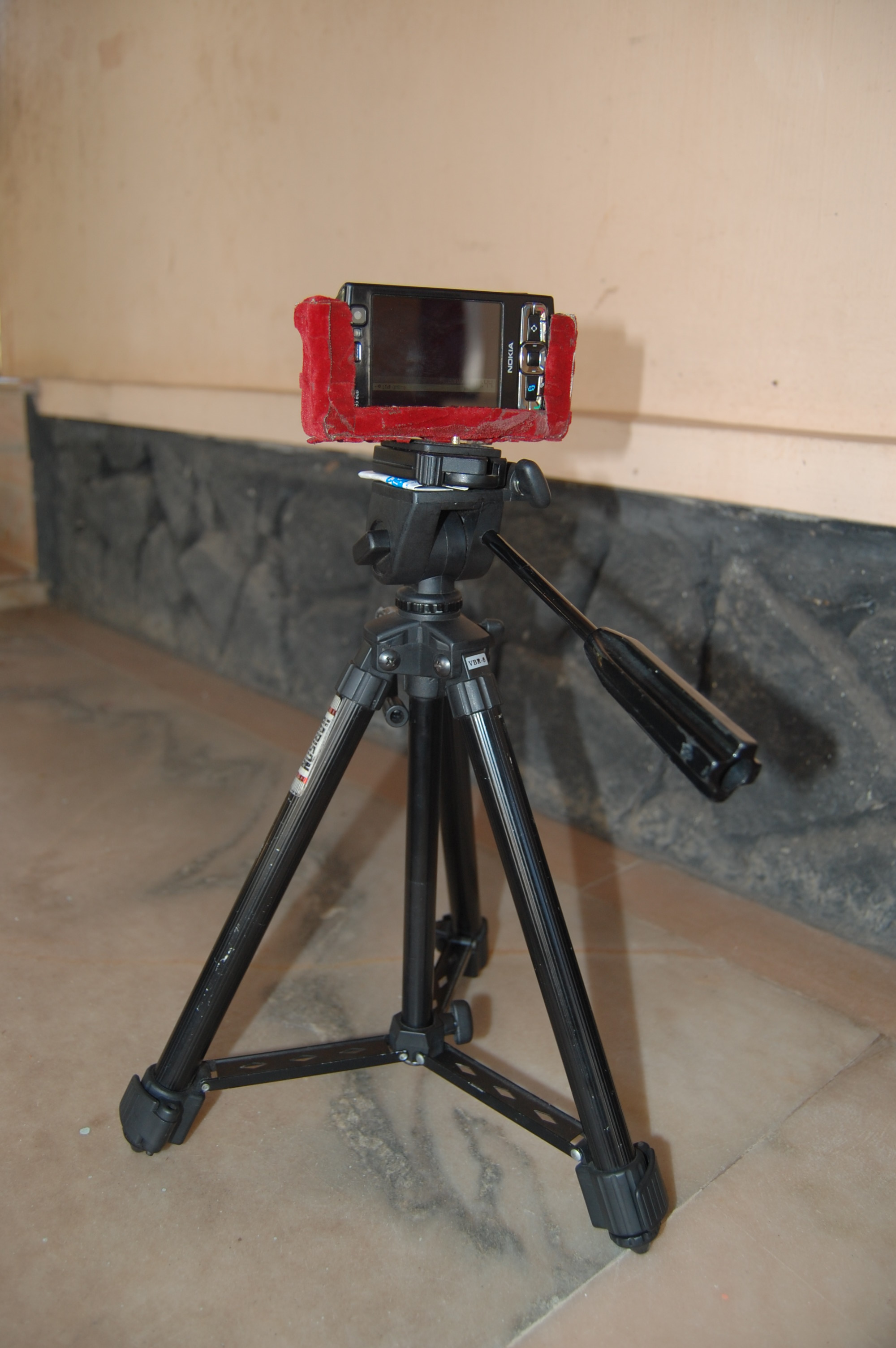
잘라차얌 휴대폰 영화 촬영에 사용된 노키아 N95 휴대폰과 삼각대

스마트폰에 비디오 카메라가 장착되면서 동영상 촬영에 널리 사용되었고, 영화 제작자들은 점차 그 기능에 관심을 갖게 되었다. 모바일 영화 제작은 컴팩트함, 휴대성, 그리고 새로운 구현으로 인해 매일 극복되고 있는 기술적 한계로 인해 자체적인 미학을 발전시키고 있다.
이 현대 시대에 전 세계의 영화 제작자들은 휴대폰의 비디오 녹화 기능을 활용한다. 1세대 휴대폰을 사용한 실험 작품으로는 바바라 세게치(Barbara Seghezzi)와 마르첼로 멘카리니(Marcello Mencarini)가 감독한 2005년 네덜란드 다큐멘터리 영화 뉴 러브 미팅스, 사이러스 프리슈가 감독한 2007년 휴대폰으로 촬영한 최초의 서사 영화인 아프가니스탄에서 왜 이렇게 나빠졌는지 아무도 나에게 말해주지 않았는가, 아리안 카가노프의 2008년 남아프리카 공화국 서사 영화 SMS 슈가 맨, 사티쉬 칼라틸의 2008년 말라얄람어 최초의 인도 다큐멘터리 영화 베나바다남, 그리고 역시 사티쉬 칼라틸의 2010년 말라얄람어 최초의 인도 서사 영화 잘라차얌 등이 있다.
고화소 스마트폰은 때때로 주류 영화의 메인 카메라로 사용된다. 스마트폰으로 촬영된 영화의 예로는 파블로 라르쿠엔(Pablo Larcuen)의 2013년 스페인 영화 훅트 업, 제임스 컬렌 브레삭의 2013년 미국 영화 투 제니퍼, 숀 베이커의 2015년 미국 영화 탠저린, 매튜 A. 체리의 2015년 미국 영화 9 라이즈, 스티븐 소더버그의 2018년 미국 영화 언세인, 스티븐 소더버그의 2019년 미국 영화 높이 나는 새, 랴오밍이(Liao Ming-yi)의 2020년 대만 영화 괴짜들의 로맨스, 그리고 아담 세들락(Adam Sedlak)의 2022년 체코 영화 뱅어 등이 있다.

## 같이 보기
- 비디오폰